# Lista odcinków serialu Dwóch i pół
Lista odcinków amerykańskiego serialu komediowego Dwóch i pół. Poniższa lista zawiera odcinki wyemitowane w telewizji CBS od 22 września 2003 roku do 19 lutego 2015 roku. Powstało łącznie 12 sezonów, składających się z 262 odcinków.
| Seria | Seria | Liczba odcinków | Czas emisji                           |
| ----- | ----- | --------------- | ------------------------------------- |
|       | 1     | 24              | 22 września 2003 − 24 maja 2004       |
|       | 2     | 24              | 20 września 2004 − 23 maja 2005       |
|       | 3     | 24              | 19 września 2005 − 22 maja 2006       |
|       | 4     | 24              | 18 września 2006 − 14 maja 2007       |
|       | 5     | 19              | 24 września 2007 − 19 maja 2008       |
|       | 6     | 24              | 22 września 2008 − 18 maja 2009       |
|       | 7     | 22              | 21 września 2009 − 24 maja 2010       |
|       | 8     | 16              | 20 września 2010 – 14 lutego 2011     |
|       | 9     | 24              | 19 września 2011 − 14 maja 2012       |
|       | 10    | 23              | 27 września 2012 − 9 maja 2013        |
|       | 11    | 22              | 26 września 2013 − 8 maja 2014        |
|       | 12    | 16              | 30 października 2014 − 19 lutego 2015 |

## Sezony z Charliem Sheenem w roli głównej

### Seria 1:2003-2004
| 1 | Twenty-Five Little Pre-pubers Without a Snoot-ful          | 22 września 2003     | 101 |
| Życie Charliego wywraca się do góry nogami, gdy zamieszkuje z nim jego brat Alan ze swoim synem Jakiem. (W jednej ze scen odcinka pojawia się Jennifer Bini Taylor, która w sezonie 6 zagra narzeczoną Charliego). |                                                            |                      |     |
| 2 | Big Flappy Bastards                                        | 29 września 2003     | 102 |
| Charlie uczy się, jak opiekować się Jakiem, podczas gdy Alan próbuje nakłonić byłą żonę, Judith, do powrotu. |                                                            |                      |     |
| 3 | Go East on Sunset Until You Reach the Gates of Hell        | 6 października 2003  | 103 |
| Alan obawia się, że traci syna i wychodzi upić się z Charliem. Wspólnie dochodzą do wniosku, iż powodem ich nieszczęść jest ich matka. Jadą taksówką, by ją odwiedzić oraz powiedzieć jej, iż zmarnowała im życie. |                                                            |                      |     |
| 4 | If I Can't Write My Chocolate Song I'm Going to Take a Nap | 13 października 2003 | 104 |
| Alan ma problemy z Bertą, pomocą domową, a Charlie próbuje załagodzić sytuację. |                                                            |                      |     |
| 5 | The Last Thing You Want Is to Wind Up with a Hump          | 20 października 2003 | 105 |
| Po nocy spędzonej w Las Vegas, Charlie postanawia dotrzymać obietnicy złożonej Jake'owi i zjawia się na jego meczu. W trakcie niego, umawia się z matką jednego z dzieci na randkę, podczas której sprawia pozory zainteresowanego stałym związkiem. Z kolei Alan ustala spotkanie z Glorią (matką jednego z dzieci), by stworzyć krótki opis meczu. Gloria jednak błędnie odczytuje jego intencje, uważając spotkanie za randkę. Wieczór Alana i Glorii próbuje popsuć Brooke, kolejna matka jednego z graczy. |                                                            |                      |     |
| 6 | Did You Check With the Captain of the Flying Monkeys?      | 27 października 2003 | 106 |
| Evelyn poznaje przystojnego mężczyznę i chce go przedstawić synom, zapraszając ich z tej okazji na kolację. Mężczyźni zabierają ze sobą Jake'a. Evelyn nie chcąc przyznać się do bycia babcią każe Jake'owi zwracać się po imieniu. Okazuje się, iż sympatia Evelyn także przychodzi z córką, którą okazuje się być była przelotna kochanka Charliego (w tej roli Krista Allen). Podczas wieczoru szybko dochodzi do awantury. Wkrótce Evelyn zostaje porzucona przez wybranka i popada w depresję. Alan i Charlie postanawiają ją wziąć na jakiś czas do Malibu, gdzie kobieta uprzykrza życie wszystkim domownikom. |                                                            |                      |     |
| 7 | If They Do Go Either Way, They're Usually Fake             | 3 listopada 2003     | 107 |
| Judith zaczyna martwić się o Jake’a, gdy ten rysuje wytatuowany pośladek przyjaciółki Charliego o imieniu Cindy (w tej roli Kristin Dattilo), która spacerowała po jego domu w bieliźnie. Judith po rozstaniu z Alanem nie ma z kim porozmawiać i zaczyna jednostronnie zwierzać się Charliemu. Mężczyzna źle odnajduje się w roli powiernika żony swojego brata. |                                                            |                      |     |
| 8 | Twenty-Five Little Pre-pubers Without a Snoot-ful          | 10 listopada 2003    | 108 |
| Alan namawia Charliego do dołączenia do niego i Judith w poprowadzeniu Jake’a i jego szkolnych kolegów do zwycięstwa w dorocznym konkursie muzycznym w jego szkole. Pomimo początkowej niechęci Charliemu podoba się praca z dziećmi. Judith wysyła do Alana papiery rozwodowe. |                                                            |                      |     |
| 9 | Phase One, Complete                                        | 17 listopada 2003    | 109 |
| Charlie obawia się, iż jego nowa kochanka o imieniu Wendy zechce go usidlić. Mężczyzna na siłę dopasowuje do swojej teorii fakty a następnie zrywa z kobietą relacje, czym podpada Jake'owi, który polubił Wendy. Rose poprzez Alana próbuje zbliżyć się do Charliego. |                                                            |                      |     |
| 10 | Merry Thanksgiving                                         | 24 listopada 2003    | 110 |
| Charlie, chcąc udowodnić, że jest człowiekiem rodzinnym zaprasza Lisę (w tej roli Denise Richards) na obiad w Święto Dziękczynienia. Aby stworzyć pozory prawdziwej rodziny zaprasza również Judith z jej rodzicami oraz swoją matkę. Zjawia się również Rose. Przyjęcie szybko zamienia się w farsę i na wierzch wychodzą wzajemne animozje. |                                                            |                      |     |
| 11 | Alan Harper, Frontier Chiropractor                         | 15 grudnia 2003      | 111 |
| Bracia przypadkiem spotykają w kinie Judith i jej nowego chłopaka. Widząc, że Judith zmieniła się zewnętrznie oraz to, że Alan już do niej nie pasuje, Charlie postanawia pomóc Alanowi w gruntownej zmianie wizerunku. W tym celu zabiera go na zakupy do centrum handlowego. |                                                            |                      |     |
| 12 | Camel Filters + Pheromones                                 | 5 stycznia 2004      | 112 |
| Berta przyprowadza do pomocy w domu swoją 16-letnią wnuczkę Prudence (w tej roli Megan Fox), która wywiera na Alanie, Jake'u i Charliem imponujące wrażenie. Bracia starają się ukryć przed Judith fakt, że w ich domu przebywa piękna nastolatka. |                                                            |                      |     |
| 13 | Sara Like Puny Alan                                        | 12 stycznia 2004     | 113 |
| Charliemu udaje się w końcu umówić na podwójną randkę z sąsiadkami. Okazuje się jednak, że Alan zaraził się od Jake’a i jest chory. Zabiegi Charliego, mające na celu wyleczenie Alana, sprawiają, że i on łapie przeziębienie, jednak nawet to nie zmienia jego planów, co do randki. |                                                            |                      |     |
| 14 | I Can't Afford Hyenas                                      | 2 lutego 2004        | 114 |
| Charlie przez swoją rozrzutność popada w kłopoty finansowe. Jego księgowy – Stan – tłumaczy mu, iż musi zmienić styl życia. Charlie zaczyna oszczędzać, ostatecznie jednak nie mogąc wytrzymać bez drogich imprez pożycza pieniądze od Rose. |                                                            |                      |     |
| 15 | Round One to the Hot Crazy Chick (1)                       | 9 lutego 2004        | 115 |
| Charlie i Alan wychodząc od dentysty spotykają kobietę niszczącą samochód na parkingu. Okazuje się nią wysoka blondynka – Frankie (w tej roli Jenna Elfman), kobieta nie ma się gdzie zatrzymać więc Charlie proponuje jej przenocowanie (mając nadzieję na romans). Okazuje się, iż Frankie ma siedmioletnią córkę Joanie. |                                                            |                      |     |
| 16 | That Was Saliva, Alan (2)                                  | 16 lutego 2004       | 116 |
| Alan przekonuje się do Frankie, wspólnie z nią i dziećmi udają się na piknik. |                                                            |                      |     |
| 17 | Ate The Hamburgers, Wearing The Hats                       | 23 lutego 2004       | 117 |
| Charlie i Alan kłócą się o to, kto powinien zaopiekować się Jakiem na wypadek śmierci Alana i Judith. Charlie opiekuje się Jakiem i podczas gry w koszykówkę rozbija mu głowę. Mężczyzna zabiera bratanka na pogotowie. |                                                            |                      |     |
| 18 | An Old Flame With a New Wick                               | 1 marca 2004         | 118 |
| Charlie spotyka się z dziewczyną, której nie widział od 5 lat. Okazuje się, iż jest ona teraz mężczyzną o imieniu Bill, (w tej roli Chris O’Donnell). W domu w Malibu Bill poznaje Evelyn i zaczyna z nią randkować, co budzi zgorszenie u Charliego i Alana. |                                                            |                      |     |
| 19 | I Remember the Coatroom, I Just Don't Remember You         | 22 marca 2004        | 119 |
| Piękna Liz, siostra Judith, (w tej roli Teri Hatcher), podrywa Alana na przyjęciu urodzinowym Jake’a – co doprowadza do furii Judith. |                                                            |                      |     |
| 20 | Hey, I Can Pee Outside in the Dark                         | 19 kwietnia 2004     | 120 |
| Jake jest osowiały i całe dnie spędza grając na gitarze, czym doprowadza Charliego i Alana do szału. O chłopca martwi się także Judith. Rodzice i wujek, zabierają Jake'a do psychiatry, doktor Lindy Freeman (w tej roli Jane Lynch). Terapeutka nie odnajduje jednak przyczyn jego depresji. Chłopakowi pomaga dopiero Berta, która odkrywa iż cierpi on na zatwardzenie. |                                                            |                      |     |
| 21 | No Sniffing, No Wowing                                     | 3 maja 2004          | 121 |
| Charlie towarzyszy bratu w rozmowach z prawniczką rozwodową – Laurą (w tej roli Heather Locklear). Wkrótce po spotkaniu Charlie nawiązuje z Laurą romans. Po pewnym czasie ją rzuca, kiedy okazuje się, że kobieta ma problemy emocjonalne. Porzucona Laura w ramach odwetu torpeduje rozwód Alana, oddając wszystkie jego rzeczy Judith. |                                                            |                      |     |
| 22 | My Doctor has a Cow Puppet                                 | 10 maja 2004         | 122 |
| Charlie zaczyna martwić się o Alana, który lunatykuje. Jake odwiedza terapeutę. |                                                            |                      |     |
| 23 | Just Like Buffalo                                          | 17 maja 2004         | 123 |
| Judith zaczyna obracać się w gronie sąsiadek, którym nie podoba się wpływ Charliego na Jake'a. Pod wpływem koleżanek Judith zabrania zabierania Jake'a do domu w Malibu. Alan próbuje się buntować, co nie przynosi żadnych skutków. Ostatecznie problem rozwiązuje Charlie, który oczarowuje koleżanki Judith i zaprasza je do Malibu, gdzie raczy je alkoholami. Pozbawiona przyjaciółek Judith cofa zakaz i sama przyłącza się do libacji w domu Charliego. |                                                            |                      |     |
| 24 | Can You Feel My Finger?                                    | 24 maja 2004         | 124 |
| Charlie otrzymuje telefon od kobiety, z którą spędził noc. Przez moment Charlie obawia się, iż dziewczyna może być w ciąży. Aby zapobiec takim sytuacjom w przyszłości, Charlie rozważa zabieg wazektomii. Trafia jednak na lekarza, który jest wielkim posiadania dzieci, co wzbudza u Charliego wątpliwości co do sensowności wykonania zabiegu. |                                                            |                      |     |

### Seria 2: 2004-2005
| 1 (25) | Back Off Mary Poppins                          | 20 września 2004     | 201 |
| Alan dowiaduje się, że Charlie należy do prestiżowej grupy mężczyzn i namawia go, by pozwolił i jemu do niej dołączyć (samych siebie grają tu: Harry Dean Stanton, Elvis Costello, Sean Penn). |                                                |                      |     |
| 2 (26) | Enjoy Those Garlic Balls                       | 27 września 2004     | 202 |
| Judith umawia się z pediatrą Jake’a. Alan nie jest zadowolony z tego powodu, dopóki Charlie nie informuje go, że jeśli Judith ponownie się ożeni, Alan nie będzie musiał płacić więcej alimentów. |                                                |                      |     |
| 3 (27) | A Bag Full of Jawea                            | 4 października 2004  | 203 |
| Charlie chce uchronić Jake’a od zawieszenia w szkole, dlatego próbuje umówić się z jego nauczycielką (w tej roli Missi Pyle), co jednak kończy się niepowodzeniem. |                                                |                      |     |
| 4 (28) | Go Get Mommy's Bra                             | 11 października 2004 | 204 |
| Jake jest bardzo zafascynowany nowym chłopakiem matki, którym jest Dr Melnick, niepokojący Alana. Evelyn pożycza samochód Charliego i próbuje sprzedać dom, jednak jej plany ulegają zmianie, gdy Charlie znajduje na tylnym siedzeniu swojego samochodu biustonosz matki. |                                                |                      |     |
| 5 (29) | Bad News from the Clinic                       | 18 października 2004 | 205 |
| Charlie zostaje pokonany przez kobietę, a jego duma zostaje poważnie urażona. |                                                |                      |     |
| 6 (30) | The Price of Healthy Gums Is Eternal Vigilance | 25 października 2004 | 206 |
| Alan obawia się, że posiada swoją ciemną stronę, co zostaje szybko zdementowane przez Charliego. |                                                |                      |     |
| 7 (31) | A Kosher Slaughterhouse Out in Fontana         | 8 listopada 2004     | 207 |
| Charlie i Alan zatrudniają siostrę Berty, by przygotowała przyjęcie dla ich matki. Podczas przygotowań do uroczystości pojawiają się problemy. |                                                |                      |     |
| 8 (32) | Frankenstein and the Horny Villagers           | 15 listopada 2004    | 208 |
| Alan spotyka w sklepie kobietę, Nancy, która okazuje się jego ideałem. Alan oddaje się jej w pełni, przez co opieka nad Jakem spada na Charliego. Alan podejmuje nawet decyzję, by poprosić Nancy o rękę. |                                                |                      |     |
| 9 (33) | Yes, Monsignor                                 | 22 listopada 2004    | 209 |
| Charlie spotyka swoją dawną dziewczynę, Lisę, która, jak się okazuje, rozstała się z mężem i ma z nim dziecko. Charlie postanawia udowodnić, że jest odpowiedzialny i nie przeszkadza mu dziecko. W tym czasie Jake próbuje wytłumaczyć Alanowi, dlaczego ma złe oceny w szkole. |                                                |                      |     |
| 10 (34) | The Salmon Under My Sweater                    | 29 listopada 2004    | 210 |
| Charlie dostaje zlecenie napisania tytułowej piosenki do filmu rysunkowego. Próbuje on przekonać do pomocy w jej stworzeniu Jake’a, który jest fanem komiksu, na podstawie którego powstaje film. Z kolei Alan dowiaduje się znacznie więcej o Rose, kiedy spędza z nią więcej czasu. |                                                |                      |     |
| 11 (35) | Last Chance to See Those Tattoos               | 13 grudnia 2004      | 211 |
| Charlie dowiaduje się, że w Internecie powstała specjalna, poświęcona jemu strona. Nie jest on zadowolony z tego powodu, ponieważ przedstawia go w bardzo niepochlebny sposób. Mężczyzna postanawia poprawić sobie notowania na owej witrynie i osobiście przeprasza porzucone przez siebie dziewczyny (jedną z nich gra Jennifer Bini Taylor, która w 6 sezonie gra rolę dziewczyny Charliego – Chelsea). |                                                |                      |     |
| 12 (36) | A Lungful of Alan                              | 3 stycznia 2005      | 212 |
| Alan jest zazdrosny o Charliego, kiedy ich szkolna koleżanka, obecnie piękna kobieta, wydaje się być bardziej zainteresowana jego bratem, niż nim. |                                                |                      |     |
| 13 (37) | Zejdz z Moich Wlosów a.k.a. Get Off My Hair    | 14 stycznia 2005     | 213 |
| W wyniku trzęsienia ziemi dom Judith ulega zniszczeniu, a ona sama nie ma gdzie mieszkać. Alan proponuje jej, by na jakiś czas wprowadziła się do niego i Charliego, nie pytając brata wcześniej o zdanie. Charlie nie jest z tego zadowolony, ale ostatecznie akceptuje Judith u siebie. Alana ogarnia zazdrość, gdy Judith wybiera się na randkę i prosi Charliego o załatwienie mu jakiegoś spotkania, by pokazać byłej żonie, iż on również chodzi na randki. Charlie zawiera przelotną znajomość z pewną Polką. |                                                |                      |     |
| 14 (38) | Those Big Pink Things with Coconut             | 31 stycznia 2005     | 214 |
| Bracia obrażają się na swoją matkę, po tym jak skrytykowała sposób wychowywania Jake’a przez Alana. Evelyn udaje się do szpitala gdzie symuluje ciężką chorobę. |                                                |                      |     |
| 15 (39) | Smell the Umbrella Stand                       | 7 lutego 2005        | 215 |
| Alan zaczyna się martwić o medyczne procedury z jakimi się mierzy, w wyniku czego decyduje się wyjechać z Charliem i Jakiem do Vegas. |                                                |                      |     |
| 16 (40) | Can You Eat Human Flesh With Wooden Teeth?     | 14 lutego 2005       | 216 |
| Judith decyduje się wyjechać na wakacje, podczas których Alan i Charlie muszą zająć się Jakem. |                                                |                      |     |
| 17 (41) | Woo-Hoo, A Hernia-Exam!                        | 21 lutego 2005       | 217 |
| Alan odwozi Charliego z silnym bólem pleców do szpitala, gdzie lekarzem okazuje się jego była dziewczyna. W tym samym czasie, w domu, Berta próbuje nauczyć Jake’a sprzątać po sobie. |                                                |                      |     |
| 18 (42) | It Was Mame, Mom                               | 7 marca 2005         | 218 |
| Charlie zostaje zaproszony na przyjęcie organizowane przez geja, Erica. By zyskać nowe zlecenie, prosi Alana o to, by udawał jego partnera. Evelyn wykorzystuje sytuację i wymusza na Charliem udział w dorocznym maratonie. |                                                |                      |     |
| 19 (43) | A Low, Guttural Tongue-Flapping Noise          | 21 marca 2005        | 219 |
| Charlie i Alan spotykają w kawiarni byłą dziewczynę Charliego, Sherri. Alan okazuje duże zainteresowanie jej osobą, a nawet zaprasza ją na randkę. Jedyną przeszkodą okazuje się to, że w głębi nie może on się pogodzić z tym, że Sherri była z jego bratem. |                                                |                      |     |
| 20 (44) | I Always Wanted a Shaved Monkey                | 18 kwietnia 2005     | 220 |
| Rose próbuje pomóc braciom okazać swoje prawdziwe myśli i uczucia, kiedy Alan i Charlie wyładowują na sobie własne frustracje. |                                                |                      |     |
| 21 (45) | A Sympathetic Crotch to Cry On                 | 2 maja 2005          | 221 |
| Evelyn dowiaduje się o śmierci jej drugiego męża, Harry’ego. Cała rodzina udaje się na pogrzeb. |                                                |                      |     |
| 22 (46) | That Old Hose Bag Is My Mother                 | 9 maja 2005          | 222 |
| Evelyn pożycza Alanowi pieniądze na nowy samochód. Auto staje się przyczyną kłopotów Alana. |                                                |                      |     |
| 23 (47) | Squab, Squab, Squab, Squab, Squab              | 16 maja 2005         | 223 |
| Kiedy Evelyn dowiaduje się, że Jake spędza czas ze swoimi dziadkami, postanawia nie być gorsza i naciska na Alana, by pozwolił spędzić mu jedną noc u babci. W obawie, że Evelyn zniszczy życie Jake’a, tak jak zniszczyła ich życia, Alan i Charlie myślą, czy pozwolić matce zająć się nim. Ostatecznie odwożą go jednak do babci, a sami udają się do baru, gdzie starają się nie myśleć o Jake'u i matce. |                                                |                      |     |
| 24 (48) | Does This Smell Funny to You?                  | 23 maja 2005         | 224 |
| Charlie spędza noc z młodą żoną starszego mężczyzny (w tej roli Orson Bean), nie zdając sobie z tego sprawy. Jake w szkole prezentuje opis weekendu spędzonego u wujka i ojca. |                                                |                      |     |

### Seria 3: 2005-2006
| 1 (49) | Weekend in Bangkok with Two Olympic Gymnasts | 19 września 2005     | 301 |
| Po upadku Alana z dachu Charlie musi zająć się Jakiem. |                                              |                      |     |
| 2 (50) | Principal Gallagher's Lesbian Lover          | 26 września 2005     | 302 |
| Alan zostaje wezwany do szkoły syna, ponieważ jego Jake narysował obraźliwy rysunek koleżanki z klasy. W tym czasie Charlie musi zająć się gabinetem brata, z którego robi dobrze prosperujący dom publiczny.                                                      |                                              |                      |     |
| 3 (51) | Carpet Burns and a Bite Mark                 | 3 października 2005  | 303 |
| Charlie odkrywa, że Alan i Judith znowu zaczęli się spotykać. |                                              |                      |     |
| 4 (52) | Your Dismissive Attitude Toward Boobs        | 10 października 2005 | 304 |
| Berta zostaje dłużej w domu braci i przeprowadza gruntowne porządki. |                                              |                      |     |
| 5 (53) | We Called It Mr. Pinky                       | 17 października 2005 | 305 |
| Charlie dochodzi do wniosku, że nie potrafi pozostać w dłuższym związku z kobietą z powodu stosunków z matką. Jake prosi Charliego o radę dotyczącą jednej z jego szkolnych koleżanek. Alan jest zazdrosny, że syn nie szuka pomocy u niego, tylko u wujka.        |                                              |                      |     |
| 6 (54) | Hi, Mr. Horned One                           | 24 października 2005 | 306 |
| Ignorując ostrzeżenia Alana, Charlie dalej umawia się z Gail, dopóki ta nie rzuca na niego uroku. |                                              |                      |     |
| 7 (55) | Sleep Tight, Puddin' Pop                     | 7 listopada 2005     | 307 |
| Charlie budzi się u boku Rose, tuż po jej przyjęciu urodzinowym. Jej ojciec, grany przez Martina Sheena, odwiedza Charliego i pyta o jego zamiary wobec Rose. Niespodziewanie spotyka Evelyn, z którą się umawia.                                                  |                                              |                      |     |
| 8 (56) | That Voodoo That I Do Do                     | 14 listopada 2005    | 308 |
| Charlie namawia Jake’a na lekcje baletu, by mógł zbliżyć się do jego nauczycielki. |                                              |                      |     |
| 9 (57) | Madame and Her Special Friend                | 21 listopada 2005    | 309 |
| Starsza kobieta będąca sąsiadką Charliego próbuje uwieść i przekupić Alana. Staje się on tym samym obiektem żartów Charliego. |                                              |                      |     |
| 10 (58) | Something Salted and Twisted                 | 28 listopada 2005    | 310 |
| Charlie pomaga Alanowi uporać się z jego obsesją zdobywania aprobaty w oczach wszystkich kobiet. |                                              |                      |     |
| 11 (59) | Santa's Village of the Damned                | 19 grudnia 2005      | 311 |
| Alan umawia się z kobietą z kompleksem Marthy Stewart. |                                              |                      |     |
| 12 (60) | That Special Tug                             | 9 stycznia 2006      | 312 |
| Charlie odwiedza terapeutę, by dowiedzieć się, jak sobie radzić z problemami emocjonalnymi Alana. |                                              |                      |     |
| 13 (61) | Humiliation is a Visual Medium               | 23 stycznia 2006     | 313 |
| Charlie odnajduje się w związku, który nie bazuje wyłącznie na seksie. |                                              |                      |     |
| 14 (62) | Love Isn't Blind, It's Retarded              | 6 lutego 2006        | 314 |
| Charlie aranżuje romantyczną randkę z Mią, by wreszcie skonsumować związek. Alan zaczyna się spotykać z Kandi, jedną z byłych dziewczyn brata. |                                              |                      |     |
| 15 (63) | My Tongue is Meat                            | 27 lutego 2006       | 315 |
| Charlie ma kłopoty z utrzymaniem zdrowego, sportowego stylu życia Mii. Zaczyna za jej plecami pić piwo, palić cygara i jeść hamburgery. Gdy Mia się o tym dowiaduje, Charlie rozważa, czy rzeczywiście ją kocha, czy jest to tylko kolejne zauroczenie.            |                                              |                      |     |
| 16 (64) | Ergo, The Booty Call                         | 6 marca 2006         | 316 |
| Alan zastanawia się, czy przyprowadzić swoją młodszą dziewczynę na przyjęcie urodzinowe Jake’a, na którym będą jego eksżona i matka. Rose próbuje upodobnić swojego chłopaka do Charliego.                                                                         |                                              |                      |     |
| 17 (65) | The Unfortunate Little Schnauser             | 13 marca 2006        | 317 |
| Charlie jest nominowany do prestiżowej nagrody, jednak zamierza zbojkotować przyjęcie, ponieważ zawsze wygrywa jego przeciwnik. Reszta rodziny wszystkimi sposobami próbuje wpłynąć na zmianę jego decyzji. Rose ma problemy w związku i szuka pomocy u Charliego. |                                              |                      |     |
| 18 (66) | The Spit-Covered Cobbler                     | 20 marca 2006        | 318 |
| Alan ma problemy finansowe odkąd zaczął płacić rachunki swojej dziewczyny. Z tego powodu Charlie próbuje przekonać brata, by z nią zerwał. Murem za Charliem staje Judith, ponieważ Alan spóźnia się z płaceniem jej alimentów.                                    |                                              |                      |     |
| 19 (67) | Golly Moses, She's A Muffin                  | 10 kwietnia 2006     | 319 |
| Charlie jest zaskoczony tym, że od trzech tygodni mieszka z nimi Kandi. Alan poświęca jej dużo czasu, ucząc ją życia codziennego. |                                              |                      |     |
| 20 (68) | Always a Bridesmaid, Never a Burro           | 24 kwietnia 2006     | 320 |
| Alan próbuje odzyskać Kandi, podczas gdy Charlie umawia się z jej matką, Mandi. |                                              |                      |     |
| 21 (69) | And the Plot Moistens                        | 1 maja 2006          | 321 |
| Alan i Judith odbywają spotkanie z nauczycielem Jake’a na temat braku zainteresowań chłopca. Charlie pomaga Jake'owi w przygotowaniu audycji do szkolnego musicalu.                                                                                                |                                              |                      |     |
| 22 (70) | Just Once With Aunt Sophie                   | 8 maja 2006          | 322 |
| Koleżanka zaprasza Jake’a na przyjęcie. Charlie i Alan udzielają mu pomocnych rad, co owocuje nostalgicznym nastrojem, gdy zaczynają sobie przypominać swoje pierwsze imprezy.                                                                                     |                                              |                      |     |
| 23 (71) | Arguments for the Quickie                    | 15 maja 2006         | 323 |
| Mia wraca do miasta i zaprasza Charliego na swój występ. Charlie początkowo się waha, jednak ostatecznie udaje się na niego. |                                              |                      |     |
| 24 (72) | That Pistol-Packin' Hermaphrodite            | 22 maja 2006         | 324 |
| Charlie i Mia przygotowują swoje przyjęcie weselne. Wszystko zaczyna się rozpadać, gdy dochodzi do spotkania dwóch rodzin. W drodze kompromisu zdecydowały one o małej ceremonii w Las Vegas, która i tak nie doszła do skutku.                                    |                                              |                      |     |

### Seria 4: 2006-2007
| 1 (73) | Working for Caligula                 | 18 września 2006     | 401 |
| Charlie powraca do dawnego stylu życia po wyprowadzce z jego domu Alana. |                                      |                      |     |
| 2 (74) | Who's Vod Kanockers                  | 25 września 2006     | 402 |
| Charlie w końcu wyjawia prawdę Alanowi, dlaczego nie ożenił się z Mią. Sąsiadem braci zostaje Steven Tyler. Mężczyzna hałasuje, przygotowując się do tournée, co denerwuje Charliego.                                                    |                                      |                      |     |
| 3 (75) | The Sea is a Harsh Mistress          | 2 października 2006  | 403 |
| Charlie próbuje surfować, by zaimponować Dottie, pięknej kobiecie, którą właśnie poznał. Po tym, jak o mało nie utonął, jest przekonany, że widział swojego ojca.                                                                        |                                      |                      |     |
| 4 (76) | A Pot Smoking Monkey                 | 9 października 2006  | 404 |
| Alan i Kandi przechodzą poważny kryzys. |                                      |                      |     |
| 5 (77) | A Live Woman of Proven Fertility     | 16 października 2006 | 405 |
| Alan jest zadowolony z wizji ponownego małżeństwa Judith, ponieważ nie musiałby wtedy płacić alimentów. Alan prosi Charliego by przekonał Jake’a do nowego ojczyma.                                                                      |                                      |                      |     |
| 6 (78) | Apologies for the Frivolity          | 23 października 2006 | 406 |
| Charlie umawia się z Lydią, której osobowość i życie nie różnią się niczym od stylu bycia jego matki. |                                      |                      |     |
| 7 (79) | Repeated Blows to his Unformed Head  | 6 listopada 2006     | 407 |
| Córka Berty, Naomi, jest w ciąży. Alan postanawia się zająć ciężarną zaś Charlie i Berta jadą do potencjalnego ojca dziecka. |                                      |                      |     |
| 8 (80) | Release the Dogs                     | 13 listopada 2006    | 408 |
| Alan cierpi na bezsenność. Odwiedza psychiatrę, który za przyczynę bezsenności uznaje zazdrość wobec Charliego. |                                      |                      |     |
| 9 (81) | Corey's Been Dead For an Hour        | 20 listopada 2006    | 409 |
| Jake po raz pierwszy w życiu zostaje sam w domu, podczas gdy Alan i Charlie idą na podwójną randkę. |                                      |                      |     |
| 10 (82) | Kissing Abraham Lincoln              | 27 listopada 2006    | 410 |
| Berta i Lydia nie mogą dojść do porozumienia. Kandi robi wszystko, by Alan nie sprzedał ich mieszkania. |                                      |                      |     |
| 11 (83) | Walnuts and Demerol                  | 11 grudnia 2006      | 411 |
| Przyjaciele i rodzina Charliego psują jego plany na spędzenie romantycznego Bożego Narodzenia. Kiedy Evelyn dowiaduje się, z kim miał się spotkać jej syn, obmyśla kolejny plan.                                                         |                                      |                      |     |
| 12 (84) | Castrating Sheep in Montana          | 8 stycznia 2007      | 412 |
| Alan związuje się z córką Berty, Naomi, która niedawno urodziła córkę. Evelyn ogłasza synowi, że wyrzeka się go dopóki niespodziewanie nie zjawi się chłopak Naomi, zmuszając parę do zerwania.                                          |                                      |                      |     |
| 13 (85) | Don't Worry, Speed Racer             | 22 stycznia 2007     | 413 |
| Evelyn, bez zgody Charliego, oferuje jego dom na sprzedaż Japończykowi, Hiroshi. Charlie przyłapuje matkę z Hiroshim nagich za kanapą w jej domu.                                                                                        |                                      |                      |     |
| 14 (86) | That's Summer Sausage, Not Salami    | 5 lutego 2007        | 414 |
| Charlie umawia Alana z ich nową sąsiadką, o którą później robi się zazdrosny. |                                      |                      |     |
| 15 (87) | My Damn Stalker                      | 12 lutego 2007       | 415 |
| Rose przeprowadza się do Londynu, a Charlie dziwi się swojej reakcji na tę wiadomość. Alan oszukuje kobietę poznaną w internecie. |                                      |                      |     |
| 16 (88) | Young People Have Phlegm Too         | 19 lutego 2007       | 416 |
| Młoda dziewczyna Charliego zabiera go do nowego klubu. Zaprasza ona również Alana, by poznał jedną z jej przyjaciółek. Bracia są bardzo zdziwieni postrzeganiem ich przez ludzi w klubie jako starych.                                   |                                      |                      |     |
| 17 (89) | I Merely Slept With a Commie         | 26 lutego 2007       | 417 |
| Evelyn żali się synom, że na pogrzebie jej przyjaciółki nie panowała atmosfera żałobna. Alan i Charlie mówią matce, iż na jej pogrzebie również może brakować tej atmosfery. Evelyn wszelkimi sposobami próbuje wyprowadzić ich z błędu. |                                      |                      |     |
| 18 (90) | It Never Rains in Hooterville        | 19 marca 2007        | 418 |
| Alan próbuje pogłębić więź z synem, gdy uświadamia sobie, że kończy się już okres jego dzieciństwa. |                                      |                      |     |
| 19 (91) | Smooth as a Ken Doll                 | 9 kwietnia 2007      | 419 |
| Charlie podrywa Myrę, dowcipną siostrę narzeczonego Judith, Herba. (Gra ją ta sama aktorka co Bridget Schmidt czyli Judy Greer.) |                                      |                      |     |
| 20 (92) | Aunt Myra Doesn't Pee a Lot          | 16 kwietnia 2007     | 420 |
| Alan oczekuje ślubu Judith, podczas gdy Charlie i Myra kontynuują swój romans. |                                      |                      |     |
| 21 (93) | Tucked, Taped and Gorgeous           | 23 kwietnia 2007     | 421 |
| Alan i Charlie testują swoją orientację seksualną, po tym, jak Alan zaprzyjaźnia się z gejem. |                                      |                      |     |
| 22 (94) | Mr. McGlue's Feedbag                 | 30 kwietnia 2007     | 422 |
| Jake czuje się szczęśliwy po odwiedzeniu z Charliem toru wyścigowego. |                                      |                      |     |
| 23 (95) | Anteaters. They're Just Crazy-lookin | 7 maja 2007          | 423 |
| Charlie zatrudnia robotnika (w tej roli Enrique Iglesias) do naprawy tarasu. |                                      |                      |     |
| 24 (96) | Prostitutes and Gelato               | 14 maja 2007         | 424 |
| Charlie i Alan zostają zaproszeni przez nowego chłopaka matki – Teddy’ego – do Las Vegas jego prywatnym samolotem. |                                      |                      |     |

### Seria 5: 2007-2008
| 1 (97) | Large Birds, Spiders and Mom                       | 24 września 2007     | 501 |
| Jake rozpoczyna naukę w szkole średniej, zaś Alan i Charlie starają się go przygotować radzić sobie w nowych sytuacjach.                                        |                                                    |                      |     |
| 2 (98) | Media Room Slash Dungeon                           | 1 października 2007  | 502 |
| Charlie idzie z mamą na przyjęcie. Alan ma problemy z niezrównoważoną kochanką.                                                                                 |                                                    |                      |     |
| 3 (99) | Dum Diddy Dum Diddy Doo                            | 1 października 2007  | 503 |
| Alan namawia Charliego, by ten związał się w końcu z dojrzałą kobietą, sugeruje mu randkę z panią sędzią (Ming-Na). Kobieta bardzo przypada Charliemu do gustu. |                                                    |                      |     |
| 4 (100) | City of Great Racks                                | 15 października 2007 | 504 |
| Charlie cały czas spotyka się z Lindą, mimo to wydaje mu się, iż wszędzie widzi Rose.                                                                           |                                                    |                      |     |
| 5 (101) | Putting Swim Fins on a Cat                         | 22 października 2007 | 505 |
| Charlie zajmuje się 4-letnim dzieckiem Lindy. |                                                    |                      |     |
| 6 (102) | Help Daddy Find His Toenail                        | 29 października 2007 | 506 |
| Charlie przez przypadek bierze leki psychotropowe, przez co psuje Lindzie ważną uroczystość. Po tym wydarzeniu kobieta zrywa z nim. Jake wymyka się na koncert. |                                                    |                      |     |
| 7 (103) | The Leather Gear is in the Guest Room              | 5 listopada 2007     | 507 |
| Alan przynosi do domu wazę, która nie podoba się Charliemu. Dochodzi do ostrej kłótni między braćmi, po której Alan i Jake wyprowadzają się do Evelyn.          |                                                    |                      |     |
| 8 (104) | Is There a Mrs. Waffles?                           | 12 listopada 2007    | 508 |
| Charlie rozpoczyna karierę jako autor piosenek dla dzieci. Odnosi w tej branży spore sukcesy i zdobywa popularność wśród dzieci i ich matek.                    |                                                    |                      |     |
| 9 (105) | Shoes, Hats, Pickle Jar Lids (aka Tight's Good)    | 19 listopada 2007    | 509 |
| Charliemu bardzo przypada do gustu córka Teddiego – Courtney (Jenny McCarthy).                                                                                  |                                                    |                      |     |
| 10 (106) | Kinda Like Necrophilia                             | 19 listopada 2007    | 510 |
| Alan dowiaduje się, iż w przeszłości Charlie odbił mu dziewczynę. Chce się zemścić na bracie w ten sam sposób.                                                  |                                                    |                      |     |
| 11 (107) | Meander to Your Dander                             | 17 marca 2008        | 511 |
| Charlie uczy Alana jak zerwać z dziewczyną. |                                                    |                      |     |
| 12 (108) | A Little Clammy and None Too Fresh                 | 24 marca 2008        | 512 |
| Rose wraca z Anglii, postanawia „troskliwie” zająć się chorym Charliem.                                                                                         |                                                    |                      |     |
| 13 (109) | The Soil is Moist                                  | 31 marca 2008        | 513 |
| Alan umawia się z przyjaciółką jego eksżony. Ta z kolei wyjawia mu tajemnice o seksualnym życiu Judith.                                                         |                                                    |                      |     |
| 14 (110) | Winky-Dink Time                                    | 14 kwietnia 2008     | 514 |
| Charlie spotyka w kawiarni kobietę, którą poznał wcześniej, nie może jednak przypomnieć sobie jej imienia, zaś Jake zakochuje się w córce tej kobiety.          |                                                    |                      |     |
| 15 (111) | Rough Night in Hump Junction (aka His Ugly Bundle) | 21 kwietnia 2008     | 515 |
| Charlie zaczyna się masowo umawiać z kobietami. Powoduje to szereg problemów.                                                                                   |                                                    |                      |     |
| 16 (112) | Look At Me, Mommy, I'm Pretty                      | 28 kwietnia 2008     | 516 |
| Alan planuje wesele Evelyn i Teddiego. Charlie chce się zbliżyć do Courtney.                                                                                    |                                                    |                      |     |
| 17 (113) | Fish In A Drawer                                   | 5 maja 2008          | 517 |
| W trakcie wesela umiera Teddy. Ekipa z serialu CSI przeprowadza wnikliwe śledztwo.                                                                              |                                                    |                      |     |
| 18 (114) | If My Hole Could Talk                              | 12 maja 2008         | 518 |
| Charlie poznaje autorkę książek o samopomocy. Pomimo iż kobieta jest od niego sporo starsza, zaczyna się z nią umawiać.                                         |                                                    |                      |     |
| 19 (115) | Waiting For The Right Snapper                      | 19 maja 2008         | 519 |
| Przyszła synowa kobiety, z którą spotyka się Charlie okazuje się być jego dawną sympatią.                                                                       |                                                    |                      |     |

### Seria 6: 2008-2009
| 1 (116) | Taterhead Is Our Love Child           | 22 września 2008     | 601 |
| Charlie obawia się, iż 8-letni syn jego dawnej dziewczyny, może być jego dzieckiem. |                                       |                      |     |
| 2 (117) | Pie Hole, Herb                        | 29 września 2008     | 602 |
| Charlie wyrzuca Alana z domu, ponieważ ten domagał się od niego zwrotu zaległych 38$. Alan postanawia zatrzymać się u Judith. Kobieta wysyła Herba by porozmawiał z Charliem. |                                       |                      |     |
| 3 (118) | Damn You, Eggs Benedict               | 6 października 2008  | 603 |
| Alan próbuje umawiać się jednocześnie z dwoma kobietami, a Jake upija się z kolegą piwem. Zarówno ojciec jak i syn odczuwają negatywne skutki swoich poczynań, Charlie zaś, dalej korzysta z życia bez ograniczeń. |                                       |                      |     |
| 4 (119) | The Flavin' and the Mavin             | 13 października 2008 | 604 |
| Charlie po odwiezieniu Alana do pracy, poznaje jego recepcjonistkę, z którą rozpoczyna romans. Fakt ten martwi Alana, obawia się on, że „zapłaci cenę” za poczynania starszego brata. |                                       |                      |     |
| 5 (120) | A Jock Strap in Hell                  | 20 października 2008 | 605 |
| Podczas wizyty w aptece, bracia i Jake spotykają panią Pasternak. Okazuje się, iż kobieta przez Charliego straciła pracę nauczycielki i zarabia na życie jako striptizerka. |                                       |                      |     |
| 6 (121) | It's Always Nazi Week                 | 3 listopada 2008     | 606 |
| Pierwsza część dwuodcinkowego wątku. Doktor Herb Melnick po długotrwałych kłótniach z Judith wyprowadza się z domu, jego miejsce zajmuje Alan, a on sam próbuje prowadzić tryb życia Charliego. |                                       |                      |     |
| 7 (122) | Best H.O. Money Can Buy               | 10 listopada 2008    | 607 |
| Druga część dwuodcinkowego wątku. Charlie straszy Jake’a szkołą wojskową, chłopak całkowicie podporządkowuje się wujkowi i wykonuje przeróżne prace domowe. Alan dalej spotyka się z Judith, nie jest jednak pewien czy chce wrócić do byłej żony. Herbowi przestaje się podobać życie singla. |                                       |                      |     |
| 8 (123) | Pinocchio's Mouth                     | 17 listopada 2008    | 608 |
| Chelsea, dziewczyna, z którą spotyka się Charlie wymaga od niego by spędził z nią noc w jej domu. Jake dostaje dwutygodniowy szlaban i nie może korzystać z telewizji i innych elektronicznych urządzeń. Alan stara się dopilnować, by syn przestrzegał jego zakazów. |                                       |                      |     |
| 9 (124) | The Mooch at the Boo                  | 24 listopada 2008    | 609 |
| Alan jedzie Mercedesem Charliego do mechanika. Poznaje kobietę, z którą udaje się na szybką randkę do pustego domu swojej matki (Evelyn przebywa na egzotycznych wakacjach). W międzyczasie Charlie i Jake idą poznać nowych sąsiadów – byłego gracza NFL – Jerome (w tej roli Michael Clarke Duncan) oraz jego córkę – Celeste (Tinashe Kachingwe). Jake zabiera dziewczynę na spacer, powodując niepokój u jej ojca. |                                       |                      |     |
| 10 (125) | He Smelled the Ham, He Got Excited    | 8 grudnia 2008       | 610 |
| Evelyn obiecuje zapłacić za studia Jake’a. Deklaracja ta wywołuje zdziwienie u braci, zaczynają oni doszukiwać się złych intencji ich matki. |                                       |                      |     |
| 11 (126) | The Devil's Lube                      | 15 grudnia 2008      | 611 |
| Prowadzący rozrywkowy tryb życia, przyjaciel Charliego – Andy (w tej roli Emilio Estevez) umiera. Charlie zaczyna poważnie zastanawiać się nad swoim życiem i myśleć o śmierci. Obdarowuje rodzinę prezentami. Podczas pogrzebu Andy’ego Charlie ma wizję, w której widzi siebie w trumnie oraz ludzi, którzy przyszli go pożegnać. Podczas tego „pogrzebu” przemawia James Earl Jones, a Alan tryska humorem. Po pogrzebie Andy’ego, Charlie decyduje się porozmawiać poważnie z Rose, kiedy jednak dowiaduje się od lekarza, iż jest w pełni zdrowy wraca do starego trybu życia. |                                       |                      |     |
| 12 (127) | Thank God for Scoliosis               | 12 stycznia 2009     | 612 |
| Alan ma wątpliwości czy powinien angażować się w związek ze swoją recepcjonistką Melissą. Poznaje również jej matkę – Shelly (w tej roli Carol Kane). Charlie zabiera Jake’a do baru. |                                       |                      |     |
| 13 (128) | I Think You Offended Don              | 19 stycznia 2009     | 613 |
| Alan podejrzewa, że może być ojcem dziecka Judith. Charlie namawia Jake’a do zwierzeń. |                                       |                      |     |
| 14 (129) | David Copperfield Slipped Me a Roofie | 2 lutego 2009        | 614 |
| Melissa namawia rodzinę Alana, by wyprawili mu urodziny z okazji ukończenia 40 lat. Przyjęcie dochodzi do skutku, ale Alan czuje się urażony wypowiedziami członków swojej familii. |                                       |                      |     |
| 15 (130) | I'd Like to Start with the Cat        | 9 lutego 2009        | 615 |
| Chelsea jest niezadowolona, ponieważ jej związek z Charliem jest zbyt rutynowy. Oboje udają się do poradni małżeńskiej doktor Lindy Freeman. |                                       |                      |     |
| 16 (131) | She'll Still Be Dead at Halftime      | 3 marca 2009         | 616 |
| Chelsea wyjeżdża na pogrzeb swojej byłej teściowej. Do Charliego przychodzi pijana dziewczyna – Wanda. Alan, Jake i Charlie muszą ją odwieźć do domu nim wróci Chelsea. |                                       |                      |     |
| 17 (132) | The 'Ocu' or the 'Pado'?              | 10 marca 2009        | 617 |
| Charlie wyznaje miłość Chelsea, ta jednak nie odwzajemnia mu się. W związku z tym Charlie postanawia się oświadczyć by wymusić na niej wyznanie miłości. |                                       |                      |     |
| 18 (133) | My Son's Enormous Head                | 17 marca 2009        | 618 |
| Chelsea jest przeziębiona, a Charlie troskliwie się nią opiekuje. Bracia jadą do jej domu by nakarmić jej kota i wymienić mu piasek w kuwecie. |                                       |                      |     |
| 19 (134) | The Two Finger Rule                   | 31 marca 2009        | 619 |
| Charlie kłóci się z Chelsea, gdy ta znajduje w jego telefonie nagie zdjęcia. Alan nie może porozumieć się z Melissą, po tym jak przespał się z jej matką. Herb awanturuje się z Judith. Cała trójka spotyka się i upija w domu Charliego, dołącza do nich również Jerome oraz Gordon. Charliemu nie podobają się tematy rozmów pozostałej czwórki i udaje się do Chelsea by się z nią pogodzić. |                                       |                      |     |
| 20 (135) | Hello, I'm Alan Cousteau              | 13 kwietnia 2009     | 620 |
| Chelsea poznaje Evelyn. Ku niezadowoleniu Charliego, obie kobiety świetnie się ze sobą dogadują. |                                       |                      |     |
| 21 (136) | Above Exalted Cyclops                 | 27 kwietnia 2009     | 621 |
| Chelsea organizuje randkę w ciemno dla Alana. Nieznajomą okazuje się być Rose. Alan, Rose i Charlie udają przed Chelsea, że się nie znają. |                                       |                      |     |
| 22 (137) | Sir Lancelot's Litter Box             | 4 maja 2009          | 622 |
| Chelsea chce wprowadzić się do Charliego i zrezygnować z wynajmowanego mieszkania. Charlie po namyśle zgadza się na to, ale na wszelki wypadek w tajemnicy przed narzeczoną wynajmuje opuszczone przez nią lokum. |                                       |                      |     |
| 23 (138) | Good Morning, Mrs. Butterworth        | 11 maja 2009         | 623 |
| Alan ma nowe hobby – bawi się pacynką. Charlie odkrywa, że może wykorzystać brata w swoim związku z Chelsea. |                                       |                      |     |
| 24 (139) | Baseball Was Better With Steroids     | 18 maja 2009         | 624 |
| Z Nowego Jorku wraca Mia (Emmanuelle Vaugier). Kobieta pyta Alana o Charliego. Judith zaczyna rodzić, Herb, Alan i Charlie udają się do szpitala. Charlie asystuje przy porodzie. Okazuje się, że w szpitalu pracuje Melissa. |                                       |                      |     |

### Seria 7: 2009-2010
| 1 (140) | 818-jklpuzo                         | 21 września 2009     | 3X5501 |
| Charlie pomaga Mii w jej karierze muzycznej. Z tego powodu ma rozterki emocjonalne, które konsultuje z doktor Freeman. Gościnnie w tym odcinku występuje Eddie Van Halen. |                                     |                      |        |
| 2 (141) | Whipped Unto the Third Generation   | 28 września 2009     | 3X5502 |
| Chelsea przekonuje Charliego, by zaakceptował, że Melissa mieszka w jego domu z Alanem. Po tym jak Charlie oficjalnie zgadza się na obecność kobiety, Melissa urządza wbrew jego wiedzy i woli urządza imprezę w jego domu. Oburzony Charlie, przenosi się do hotelu. Alan wkrótce do niego dołącza, ponieważ zostaje wyrzucony przez Chelsea i Melissę którym nie podoba się, że mężczyzna próbuje się rządzić pod nieobecność Charliego. Ostatecznie bracia proszą Evelyn o pomoc w rozwiązaniu ich problemu z pobytem poza domem. |                                     |                      |        |
| 3 (142) | Mmm, Fish. Yum                      | 5 października 2009  | 3X5503 |
| Alan wraz z matką Judith – Lenore (w tej roli Annie Potts) zajmuje się dzieckiem byłej żony. Lenore okazuje się być nieodpowiedzialna i upija się przy dziecku, wobec czego Alan musi ratować sytuację. Charlie zabiera Jake’a do miasta, wyjeżdżając z garażu najeżdża na kota. Myśląc, iż przejechał kota Chelsea, ulega szantażom Jake'a. |                                     |                      |        |
| 4 (143) | Laxative Tester, Horse Inseminator  | 12 października 2009 | 3X5504 |
| Alan pracuje jako asystent Evelyn. Charlie zauważa, że Jake źle odnosi się do Chelsea. Mężczyzna próbuje wpłynąć na syna brata. Alan zostaje aresztowany po tym jak nagi na ulicy goni Melissę. |                                     |                      |        |
| 5 (144) | For The Sake Of The Child           | 19 października 2009 | 3X5506 |
| Jake zniechęcony zachowaniem ojca i wujka postanawia nie przyjeżdżać do nich w weekend. Alan i Charlie starają się poprawić swoje wzajemne relacje by przekonać chłopaka do powrotu. Ostatecznie Judith zmusza Jake'a by spędził weekend z ojcem i wujkiem. Alan i Charlie upijają się i próbują w stanie upojenia pojednać się z Jakiem. |                                     |                      |        |
| 6 (145) | Give Me Your Thumb                  | 2 listopada 2009     | 3X5505 |
| Alan zostaje wyrzucony z domu Charliego po tym jak sugeruje Chelsea operację zmniejszenia biustu. |                                     |                      |        |
| 7 (146) | Untainted By Filth                  | 9 listopada 2009     | 3X5507 |
| Evelyn oświadcza, że zorganizuje Charliemu i Chelsea wesele w ekskluzywnym hotelu w czerwcu. Charlie i Alan wychodzą do baru, ich eskapada ma zaskakujący finał. |                                     |                      |        |
| 8 (147) | Gorp. Fnark. Schmegle.              | 16 listopada 2009    | 3X5508 |
| Gail (w tej roli Tricia Helfer), piękna koleżanka Chelsea jest w złej kondycji psychicznej po rozstaniu się ze swoim chłopakiem. Chelsea proponuje jej by zamieszkała w domu Charliego na kilka dni. |                                     |                      |        |
| 9 (148) | Captain Terry's Spray-On Hair.      | 23 listopada 2009    | 3X5509 |
| Charlie martwi się problemami łóżkowymi z Chelsea. Alan eksperymentuje ze specyfikami na porost włosów. |                                     |                      |        |
| 10 (149) | That's Why They Call It Ball Room   | 7 grudnia 2009       | 3X5510 |
| Evelyn sugeruje synowi intercyzę przed małżeństwem z Chelsea. Ta z kolei zmusza przyszłego męża do lekcji tańca. Kiedy Charlie prosi o intercyzę, kobieta wyjawia mu, iż jest posiadaczką trzech nieruchomości. |                                     |                      |        |
| 11 (150) | Warning, It's Dirty                 | 14 grudnia 2009      | 3X5511 |
| Rodzina Harperów przygotowuje się do wigilii. Charlie namawia Jake’a by pod nieobecność Celeste poderwał dziewczynę na plaży. Evelyn przyprowadza na wigilię producenta telewizyjnego (w tej roli Carl Reiner). Chelsea obraża się na Charliego, po tym jak Jake przez jego rady wpada w tarapaty. |                                     |                      |        |
| 12 (151) | Fart Jokes, Pie And Celeste         | 11 stycznia 2010     | 3X5512 |
| Chelsea wyjeżdża na kilka dni. Jake stara się odzyskać Celeste. Alan postanawia spędzać czas z Herbem. |                                     |                      |        |
| 13 (152) | Yay, No Polyps!                     | 18 stycznia 2010     | 3X5513 |
| Charlie planuje zabieg kolonoskopii po to by odwlec wyjazd do rodziców Chelsea (w roli ojca – Stacy Keach, matki – Meagen Fay). Tymczasem oni przyjeżdżają do Los Angeles. Ojciec Chelsea jawi się jako homofob, jednakże w barze po kilku głębszych wyznaje braciom, że jest gejem. |                                     |                      |        |
| 14 (153) | Crude And Uncalled For              | 1 lutego 2010        | 3X5514 |
| Początek dwuodcinkowego wątku. Alan spędza noc w areszcie po bójce w barze. Po namowach Chelsea Charlie i Evelyn opłacają mu adwokata. Prawnik wydostaje Alana z kłopotów i prosi o wsparcie dla fundacji charytatywnej co imponuje Chelsea. |                                     |                      |        |
| 15 (154) | Aye, Aye, Captain                   | 8 lutego 2010        | 3X5515 |
| Charlie jest zazdrosny o prawnika, z którym Chelsea spędziła ostatni wieczór – przez co wystawia swój związek na próbę. |                                     |                      |        |
| 16 (155) | Tinkle Like a Princess              | 1 marca 2010         | 3X5516 |
| Chelsea wyprowadza się od Charliego do ojca i jego przyjaciela (w tej roli John Amos). Charlie chcąc odreagować stres związany z rozstaniem udaje się do kościoła, gdzie poznaje nową dziewczynę. |                                     |                      |        |
| 17 (156) | I Found Your Moustache              | 8 marca 2010         | 3X5517 |
| Alan zabiera Charliego do kina, na seans przychodzi również Chelsea z Bradem. Charlie postanawia ją śledzić. Kobieta nieoczekiwanie odwiedza dom Charliego i zostaje na noc. |                                     |                      |        |
| 18 (157) | Ixnay on the Oggie Day              | 22 marca 2010        | 3X5518 |
| Pacjentka Alana proponuje mu dodatkowe sesje masażu w jej mieszkaniu. Charlie spotyka się z Gail. Chelsea przestaje odpowiadać Brad. |                                     |                      |        |
| 19 (158) | Keith Moon Is Vomiting in His Grave | 12 kwietnia 2010     | 3X5519 |
| Jake przyprowadza do domu Charliego swojego kolegę Eldridge’a. Alan poznaje matkę chłopaka. |                                     |                      |        |
| 20 (159) | I Called Him Magoo                  | 10 maja 2010         | 3X5520 |
| Alan spotyka się z matką Eldridge’a – zaprasza ją również do hotelu. W międzyczasie Charlie wynajmuje prostytutkę, której zleca udawanie Chelsea. |                                     |                      |        |
| 21 (160) | Gumby with a Pokey                  | 17 maja 2010         | 3X5521 |
| Alan i Jake jadą do Sacramento po spadek po dziadku Judith – jest nim zabytkowy zegar. Charlie i Berta palą razem marihuanę. |                                     |                      |        |
| 22 (161) | This Is Not Gonna End Well          | 24 maja 2010         | 3X5522 |
| Charlie traci prawo jazdy po tym jak każe przejechać Jake'owi na czerwonym świetle. Alan zostaje zaproszony na urodziny Chelsea, Charlie wysyła Jake’a, by wręczył w jego imieniu prezent. |                                     |                      |        |

### Seria 8: 2010-2011
| 1 (162) | Three Girls and a Guy Named Bud        | Trzy dziewczyny i facet zwany pączkiem | James Widdoes | Chuck Lorre, Lee Aronsohn & Susan Beavers    | 20 września 2010     | 13 września 2011 | 3X6451 |
| Alan kontynuuje związek z matką Eldridge’a ukrywając to przed synem. Charlie po problemach z mocniejszymi alkoholami postanawia pić tylko piwo i wino, uważając iż te napoje nie są alkoholami. Odniesienie do tytułu: Charlie na widok trzech dziewczyn wychodzących z pokoju Jake’a.                              |                                        |                                        |               |                                              |                      |                  |        |
| 2 (163) | A Bottle of Wine and a Jackhammer      | Butelka wina i Jackhammer              | James Widdoes | Chuck Lorre i Lee Aronsohn                   | 27 września 2010     | 14 września 2011 | 3X6452 |
| Lindsey proponuje Alanowi przeprowadzkę do jej domu. Charlie próbuje zmusić brata, by ten przyjął tę propozycję. |                                        |                                        |               |                                              |                      |                  |        |
| 3 (164) | A Pudding-Filled Cactus                | Kaktusowy deser                        | James Widdoes | Chuck Lorre, Lee Aronsohn & David Richardson | 4 października 2010  | 14 września 2011 | 3X6453 |
| Alan po przeprowadzce korzysta z domu Charliego, by spotykać się z Melissą. |                                        |                                        |               |                                              |                      |                  |        |
| 4 (165) | Hookers, Hookers, Hookers              | Kobiety lekkich obyczajów              | James Widdoes | Don Foster, Eddie Gorodetsky & Susan Beavers | 11 października 2010 | 15 września 2011 | 3X6454 |
| Lindsey i Eldridge wprowadzają się do Malibu. Charlie wymyka się wieczorem z domu i jedzie do spalonego domu Lindsey, w którym spotyka jej byłego męża. |                                        |                                        |               |                                              |                      |                  |        |
| 5 (166) | The Immortal Mr. Billy Joel            | Nieśmiertelny Billy Joel               | James Widdoes | Chuck Lorre, Lee Aronsohn & Don Foster       | 18 października 2010 | 15 września 2011 | 3X6455 |
| Charlie wyjeżdża na weekend by przeprowadzić kilka operacji plastycznych. Alan postanawia udawać brata. |                                        |                                        |               |                                              |                      |                  |        |
| 6 (167) | Twanging Your Magic Clanger            | Brzdękać twój magiczny clanger         | James Widdoes | Chuck Lorre, Lee Aronsohn & Don Foster       | 25 października 2010 | 16 września 2011 | 3X6456 |
| Charlie spotyka się z Michelle, nie odpowiada mu jednak wiek kobiety. |                                        |                                        |               |                                              |                      |                  |        |
| 7 (168) | The Crazy Bitch Gazette                | Walnięta gazeta                        | James Widdoes | Chuck Lorre, Lee Aronsohn                    | 1 listopada 2010     | 16 września 2011 | 3X6457 |
| Charlie przedstawia Michelle swoją rodzinę oraz Bertę. Rose ogłasza, że wychodzi za mąż. |                                        |                                        |               |                                              |                      |                  |        |
| 8 (169) | Springtime on a Stick                  | Wiosna na patyku                       | James Widdoes | Eddie Gorodetsky, Jim Patterson              | 8 listopada 2010     | 19 września 2011 | 3X6458 |
| Po tym jak pijany Charlie rujnuje randkę Jake’a, chłopak postanawia się zemścić. Zaprasza Evelyn do domu Charliego, by wraz z synami mogła świętować swoje urodziny. Alan i Charlie postanawiają zaprosić lokalnego farmaceutę (narkomana) Russella, by dotrzymał towarzystwa ich matce podczas wieczornej kolacji. |                                        |                                        |               |                                              |                      |                  |        |
| 9 (170) | A Good Time In Central Africa          | Dobre czasy w Afryce środkowej         | James Widdoes | Don Reo                                      | 15 listopada 2010    | 19 września 2011 | 3X6459 |
| Kiedy Berta wyjeżdża do rodziny, zastępuje ją hiszpańskojęzyczna Esmeralda. Charliemu podoba się to w jaki sposób nowa gospodyni dba o jego dom. Alan jest zastraszany przez byłego męża Lyndsey – Chrisa, po tym jak znów zaczyna się z nią spotykać.                                                              |                                        |                                        |               |                                              |                      |                  |        |
| 10 (171) | Oww don't stop                         | Nie przestawaj                         | James Widdoes | Lee Aronsohn Chuck Lorre                     | 22 listopada 2010    | 20 września 2011 | 3X6460 |
| Courtney (w tej roli Jenny McCarthy) powraca do Charliego po wyjściu z więzienia. Alan próbuje odwieść brata od spotkań z tą kobietą. |                                        |                                        |               |                                              |                      |                  |        |
| 11 (172) | Dead From the Waist Down               | Martwy od pasa w dół                   | James Widdoes | Susan Beavers David Richardson Don Reo       | 6 grudnia 2010       | 20 września 2011 | 3X6461 |
| Alan nie mogąc pogodzić się z tym, że jego brata stać na kupowanie drogich prezentów Courtney, postanawia zdobyć pieniądze, by obdarować Lindsey. Ostatecznie mężczyzna posuwa się do kradzieży. |                                        |                                        |               |                                              |                      |                  |        |
| 12 (173) | Chocolate Diddlers or My Puppy's Dead  | –                                      | James Widdoes | Chuck Lorre                                  | 13 grudnia 2010      | 21 września 2011 | 3X6462 |
| Charlie rozstaje się z Courtney i popada w depresję. Umawia się na wizytę u doktor Freeman. |                                        |                                        |               |                                              |                      |                  |        |
| 13 (174) | Skunk, Dog Crap and Ketchup            | Skunks, Psia Kupa i Keczup             | James Widdoes | Alissa Neubauer                              | 3 stycznia 2011      | 21 września 2011 | 3X6463 |
| Charlie dobrze dogaduje się z Lindsey, co budzi zazdrość u Alana. |                                        |                                        |               |                                              |                      |                  |        |
| 14 (175) | Lookin' for Japanese Subs              | Szukając japońskich łodzi podwodnych   | James Widdoes | Jim Patterson Susan Beavers                  | 17 stycznia 2011     | 22 września 2011 | 3X6464 |
| Charlie ulegając manipulacjom Rose zaczyna ją szpiegować i nachodzić. Jake i Eldridge tworzą kaskaderskie filmiki. |                                        |                                        |               |                                              |                      |                  |        |
| 15 (176) | Three Hookers and a Philly Cheesesteak | Trzy prostytutki i Philly Cheesesteak  | James Widdoes | Eddie Gorodetsky Jim Patterson               | 7 lutego 2011        | 22 września 2011 | 3X6465 |
| Alan wyłudza pieniądze od Charliego, matki, Judith i Berty obiecując im lukratywną inwestycję. Gordon próbuje powiedzieć Charliemu, że Rose oszukuje go twierdząc, że wyszła za mąż. |                                        |                                        |               |                                              |                      |                  |        |
| 16 (177) | That Darn Priest                       | Ten przeklęty ksiądz                   | James Widdoes | David Richardson Don Reo Susan Beavers       | 14 lutego 2011       | 23 września 2011 | 3X6466 |
| Alan ma wyrzuty sumienia po tym jak oszukał rodzinę. Charlie zabiera Rose na wycieczkę do paryskiego Disneylandu. Odniesienie do tytułu: Alan o księdzu, który go spowiadał. |                                        |                                        |               |                                              |                      |                  |        |

## Sezony z Ashton Kutcherem w roli głównej

### Seria 9: 2011-2012
W tej serii dużo się zmienia. Z powodu kłótni Charliego Sheena i Chucka Lorrego wyrzucono Sheena i zastąpiono go Ashtonem Kutcherem. Ashton Kutcher gra w nim główną rolę – milionera Waldena Schmidta.
| 1 (178) | Nice to Meet You, Walden Schmidt | Dobrze Cię poznać Waldemarze Schmidt   | James Widdoes | Chuck Lorre, Lee Aronsohn, Eddie Gorodetsky i Jim Patterson | 19 września 2011     | 16 lutego 2012   | ? |
| Charlie umiera wpadając pod pociąg. Na jego pogrzebie obecne są wszystkie jego dziewczyny. Jego matka próbuje sprzedać jego dom, choć nawet Dharma i Greg nie są nim zafascynowani. Gdy prochy Charliego przechodzą w ręce Alana, ten przez przypadek wysypuje je koło fortepianu zauważając w drzwiach Waldena Schmidta, który o mało nie popełnia samobójstwa skokiem w wodę. W pierwszy ranek w domu Charliego milioner wstaje nago i decyduje się na jego zakup. Notatka: W tym odcinku jest stara czołówka. Odniesienie do tytułu: Alan wita Waldena, po tym, jak nie udało mu się utopić.                                                           |                                  |                                        |               |                                                             |                      |                  |   |
| 2 (179) | Pepole Who Love Peepholes        | Ludzie, którzy uwielbiają Judaszów.    | James Widdoes | Chuck Lorre                                                 | 26 września 2011     | 23 lutego 2012   | ? |
| Walden chce za wszelką cenę odzyskać Bridget, by nie doszło do rozwodu. Notatka: Ciąg dalszy pierwszego odcinka. W tym odcinku występuje Judy Greer jako Bridget, kobieta, która rzuciła milionera. |                                  |                                        |               |                                                             |                      |                  |   |
| 3 (180) | Big Girls Don't Throw Food       | Duże dziewczyny nie rzucają jedzeniem. | James Widdoes | Chuck Lorre                                                 | 3 października 2011  | 1 marca 2012     | ? |
| Alan przygotowuje Waldena na randkę z Bridget (Judy Greer). Ta mu zarzuca, że się z nim rozwodzi, bo jest zbyt dziecinny. Tymczasem Jake postanawia naśladować Waldena i rezygnuje ze szkoły. Odniesienie do tytułu: Walden robi wojnę na żarcie z młodą dziewczynką, po tym, jak Bridget zarzuca mu, że jest zbyt dziecinny. |                                  |                                        |               |                                                             |                      |                  |   |
| 4 (181) | Nine Magic Fingers               | Dziewięć magicznych palców.            | James Widdoes | Chuck Lorre, Lee Aronsohn, Eddie Gorodetsky i Jim Patterson | 10 października 2011 | 8 marca 2012     | ? |
| Pogrążony w depresji Walden udaje się do baru by poznać jakąś kobietę. Spotyka Courtney, która zaczyna go wykorzystywać, tak jak wykorzystywała Charliego. Alan próbuje pogodzić się z Lindsey. Odniesienie do tytułu: Berta opowiada o jednym ze swoich partnerów, który nie miał jednego palca u ręki. |                                  |                                        |               |                                                             |                      |                  |   |
| 5 (182) | A Giant Cat Holding Churro       | Gigantyczny kot trzymający churro.     | James Widdoes | Chuck Lorre, Lee Aronsohn, Eddie Gorodetsky i Jim Patterson | 17 października 2011 | 15 marca 2012    | ? |
| Alan jest zdruzgotany po tym jak z Waldenem oglądają film pornograficzny z udziałem młodej Lindsey. Walden i Berta pieką ciasteczka z marihuaną. |                                  |                                        |               |                                                             |                      |                  |   |
| 6 (183) | The Squad and Hover              | Drużyna i wiszenie                     | James Widdoes | Chuck Lorre, Lee Aronsohn, Eddie Gorodetsky i Jim Patterson | 24 października 2011 | 22 marca 2012    | ? |
| Zdesperowany Walden udaje się na wizytę do dr Freeman. |                                  |                                        |               |                                                             |                      |                  |   |
| 7 (184) | Those Fancy Japanese Toilets     | Te zabawne Japońskie Toalety           | James Widdoes | Chuck Lorre, Lee Aronsohn, Eddie Gorodetsky i Jim Patterson | 31 października 2011 | 29 marca 2012    | ? |
| Walden zatrudnia Evelyn do zmiany wystroju swojego domu. Evelyn opróźnia skrytkę depozytową Charliego, w którym znajdował się drogi zegarek oraz dziennik. Kobieta zachowuje zegarek i przekazuje dziennik Alanowi. Mężczyzna po lekturze zapisków brata dochodzi do wniosku, że nie znał go tak dobrze jak myślał. |                                  |                                        |               |                                                             |                      |                  |   |
| 8 (185) | Thank You For the Intercourse    | Dziękuje za stosunek płciowy           | James Widdoes | Chuck Lorre, Lee Aronsohn, Eddie Gorodetsky i Jim Patterson | 7 listopada 2011     | 5 kwietnia 2012  | ? |
| Walden pozbywa się starego fortepianu Charliego, co wywołuje smutek u Alana. Alan zaczyna się ubierać i zachowywać tak jak Charlie, przez co zatraca kontakt z rzeczywistością. Odniesienie do tytułu: Walden dziękuje za stosunek płciowy dziewczynie, którą uwiódł. |                                  |                                        |               |                                                             |                      |                  |   |
| 9 (186) | Frodo's Headshots                | Strzał w głowę Froda                   | James Widdoes | Chuck Lorre, Lee Aronsohn, Eddie Gorodetsky i Jim Patterson | 14 listopada 2011    | 12 kwietnia 2012 | ? |
| Kontynuacja wątku z poprzedniego odcinka. Alan po miesięcznym zamknięciu w szpitalu psychiatrycznym opuszcza placówkę. Czekają na niego niemiłe niespodzianki: dziewczyna Jake'a jest w ciąży, zalega z opłatami dla Urzędu Skarbowego a Lindsey zdradza go z Waldenem. Walden każe Alanowi się wyprowadzić i wynajmuje mu schowek. Kiedy zła passa Alana osiąga zenit, okazuje się, iż wydarzenia te mu się przyśniły a on sam w dalszym ciągu jest pacjentem szpitala psychiatrycznego. |                                  |                                        |               |                                                             |                      |                  |   |
| 10 (187) | A Fishbowl Full of Glass Eyes    | Rybia micha pełna szklanych oczu       | James Widdoes | Chuck Lorre, Lee Aronsohn, Eddie Gorodetsky i Jim Patterson | 21 listopada 2011    | 19 kwietnia 2012 | ? |
| Walden rozpoczyna randki z piękną Brytyjką imieniem Zoey i daje Alanowi jego bardzo cenną obrączkę, bo chce iść do przodu. Po pewnym czasie jednak każe mu ją zwrócić. Chcąc przejść, Walden rzuca pierścień do morza. Alan biegnie do wody, aby spróbować odzyskać pierścień. Jake chce, by Walden go adoptował. |                                  |                                        |               |                                                             |                      |                  |   |
| 11 (188) | A Lovely Landing Strip           | Ładne lądowisko                        | James Widdoes | Chuck Lorre, Lee Aronsohn, Eddie Gorodetsky i Jim Patterson | 5 grudnia 2011       | 26 kwietnia 2012 | ? |
| Walden nadal umawia się z Zoey i postanawia, że potrzebuje nowego startu i podpisuje swoje papiery rozwodowe. Wkrótce potem Bridget pojawia się w domu Waldena i mówi mu, że nie może przejść z rozwodem, ponieważ ona nadal go kocha i chce go z powrotem. Walden jest rozdarty. Alan i Jake mówią Waldenowi, że Bridget jest częścią jego przeszłości i Zoey posuwa się na naprzód. Walden nie bierze Bridget z powrotem, a ona staje się wzgardzoną kobietą (podobnie jak Judith). |                                  |                                        |               |                                                             |                      |                  |   |
| 12 (189) | One False Move, Zimbabwe!        | Jeden błędny ruch, Bzzzyt!             | James Widdoes | Chuck Lorre, Lee Aronsohn, Eddie Gorodetsky i Jim Patterson | 12 grudnia 2011      | 3 maja 2012      | ? |
| Walden zaprasza przygnębionego i samotnego Alana, by spędził Boże Narodzenie z nim i jego matką, Robin. Alan jest wyraźnie oczarowany, kiedy poznaje Robin po raz pierwszy. Walden Wspomina o swoim dzieciństwie i przypomina swego wyimaginowanego przyjaciela, goryla o imieniu Magilla. Robin mówi mu, że Magilla była prawdziwa i dorastała z nim, ale goryl stał się zbyt duży, aby z nimi żyć. Walden jest zdenerwowany faktem, że był częścią projektu naukowego i jego brat był gorylem. Jake i Eldridge okłamują swoich rodziców, gdzie będą w czasie świąt. Odniesienie do tytułu: Reakcja Waldena na wieść, że był częścią projektu naukowego. |                                  |                                        |               |                                                             |                      |                  |   |
| 13 (190) | Slowly and in a Circular Fashion | Wolno i w okrągłej modzie              | James Widdoes | Chuck Lorre, Lee Aronsohn, Eddie Gorodetsky i Jim Patterson | 2 stycznia 2012      | 3 maja 2012      | ? |
| Robin próbuje uwieść bardzo podatnego Alana, by Walden przegrał rozprawę rozwodową. Odniesienie do tytułu: Matka Waldena, Robin, robi przyjemność w kroku dla Alana, by go uwieść. |                                  |                                        |               |                                                             |                      |                  |   |
| 14 (191) | A Possum on Chemo                | Possum na Chemię                       | James Widdoes | Chuck Lorre, Lee Aronsohn, Eddie Gorodetsky i Jim Patterson | 16 stycznia 2012     | 10 maja 2012     | ? |
| Zoey namawia Waldena, by ściął włosy i brodę. Lindsey umawia się z bardzo przystojnym miliarderem. To sprawia, że Alan jest jeszcze bardziej przygnębiony. Później Lindsey pojawia się w domu Alana i chce go z powrotem. |                                  |                                        |               |                                                             |                      |                  |   |
| 15 (192) | The Duchess of Dull-in-Sack      | Księżna Tępaka w Worku                 | James Widdoes | Chuck Lorre, Lee Aronsohn, Eddie Gorodetsky i Jim Patterson | 6 lutego 2012        | 10 maja 2012     | ? |
| Walden i Zoey mają kłopoty z ich życiem seksualnym. Zoey wydaje się bardziej spięta w łóżku. Mając nadzieję, że ją rozluźni, Walden daje Zoey jedno ze specjalnych ciastek Berty. |                                  |                                        |               |                                                             |                      |                  |   |
| 16 (193) | Sips, Sonnets and Sodomy         | Łyknięcia, sonety i sodoma             | James Widdoes | Chuck Lorre, Lee Aronsohn, Eddie Gorodetsky i Jim Patterson | 13 lutego 2012       | 17 maja 2012     | ? |
| Do Alana wprowadza się Lindsey. Problem tkwi w tym, że nie może się dogadać z dziewczyną Waldena, Zoey. Póki co mężczyźni nie robią z tego afery, do czasu, aż kobiety ich nie wmieszały do kłótni. |                                  |                                        |               |                                                             |                      |                  |   |
| 17 (194) | Not In My Mouth!                 | Nie w moich ustach!                    | James Widdoes | Chuck Lorre, Lee Aronsohn, Eddie Gorodetsky i Jim Patterson | 20 lutego 2012       | 17 maja 2012     | ? |
| Dochodzi do silnych turbulencji prywatnego odrzutowca Waldena. Wystraszony o życie wyznaje miłość Zoey. Ta jest rozkojarzona wyjazdem służbowym do Londynu i mu nie odpowiada. Walden, zrozpaczony próbuje zacząć nowe życie, podrywając inną w windzie. Wtedy zaczynają się kłopoty. Tymczasem Lindsey za dużo pije, przez co wymiotuje na Alana (zapycha mu kibel) i Waldena w odrzutowcu i na okno odrzutowca, a Jake zajmuje się poderwaną dziewczyną Waldena w windzie. Odniesienie do tytułu: Lindsey wymiotuje podczas pocałunku do jamy ustnej Alana.                                                                                             |                                  |                                        |               |                                                             |                      |                  |   |
| 18 (195) | The War Against Gingivitis       | Bitwa na dziąsła                       | James Widdoes | Chuck Lorre, Lee Aronsohn, Eddie Gorodetsky i Jim Patterson | 27 lutego 2012       | 24 maja 2012     | ? |
| Do Waldena przychodzi Billy Stanhope z ofertą stworzenia nowej, wartej miliony gry komputerowej, mimo sprzeczek za dawnych lat. |                                  |                                        |               |                                                             |                      |                  |   |
| 19 (196) | Palmdale, Ech                    | Kotlina palmowa, Eh                    | James Widdoes | Chuck Lorre, Lee Aronsohn, Eddie Gorodetsky i Jim Patterson | 19 marca 2012        | 24 maja 2012     | ? |
| Walden tęskni za Zoey, która wciąż jest w Londynie. Spędza wieczór z Jakiem i Eldrigem. Tymczasem Alan towarzyszy Lindsey w spotkaniu z jej matką. |                                  |                                        |               |                                                             |                      |                  |   |
| 20 (197) | Grandma's Pie                    | Babcine ciasto                         | James Widdoes | Chuck Lorre, Lee Aronsohn, Eddie Gorodetsky i Jim Patterson | 9 kwietnia 2012      | 31 maja 2012     | ? |
| Zoey wraca z Londynu. Walden mówi jej, że założył firmę z Billym Stanhopem i jego byłą żoną, Bridget. Jest załamana i podejrzewa, że znów ich coś może łączyć. Tymczasem matka Alana i matka Lindsey kontynuują związek. |                                  |                                        |               |                                                             |                      |                  |   |
| 21 (198) | Mr. Hose Says 'Yes'              | Pan Wąż mówi 'Tak'                     | James Widdoes | Chuck Lorre, Lee Aronsohn, Eddie Gorodetsky i Jim Patterson | 16 kwietnia 2012     | 31 maja 2012     | ? |
| Zoey wprowadza się z córką do Waldena kosztem Alana, który wprowadza się do Lindsey. Ta mu każe robić za nią wszystkie obowiązki domowe, kosztem jego zdrowia. Tymczasem Zoey każe Waldenowi opiekować się jej córką. |                                  |                                        |               |                                                             |                      |                  |   |
| 22 (199) | Why We Gave Up Women             | Dlaczego zrezygnowaliśmy z kobietami   | James Widdoes | Chuck Lorre, Lee Aronsohn, Eddie Gorodetsky i Jim Patterson | 30 kwietnia 2012     | 7 czerwca 2012   | ? |
| Alan dostaje zawału na wieść, że ma się na stałe wyprowadzić. We śnie odwiedza go Charlie w postaci starej kobiety. Potem dostaje drugi zawał. Walden odwiedza go w szpitalu. |                                  |                                        |               |                                                             |                      |                  |   |
| 23 (200) | The Straw In My Donut Hole       | Słoma w dziurze mojej oponki           | James Widdoes | Chuck Lorre, Lee Aronsohn, Eddie Gorodetsky i Jim Patterson | 7 maja 2012          | 7 czerwca 2012   | ? |
| Alan wraca do domu po dwóch zawałach. Wszyscy się nim opiekują. Zoey zaczyna być podejrzliwa. |                                  |                                        |               |                                                             |                      |                  |   |
| 24 (201) | Oh Look! Al-Qaeda!               | O, popatrz! Al-Kaida!                  | James Widdoes | Chuck Lorre, Lee Aronsohn, Eddie Gorodetsky i Jim Patterson | 14 maja 2012         | 14 czerwca 2012  | ? |
| Jake i Eldridge kończą liceum i zatrudniają się u Waldena w firmie. Zostają zwolnieni po pierwszym dniu pracy za spowodowanie awarii w serwerowni. Po tym wydarzeniu postanawiają zaciągnąć się do armii. |                                  |                                        |               |                                                             |                      |                  |   |

### Seria 10: 2012-2013
| 1 (202) | I Changed My Mind About the Milk          | brak danych | James Widdoes | Chuck Lorre, Eddie Gorodetsky, Don Reo i Jim Patterson                                     | 27 września 2012     | brak danych |
| Walden wynajmuje Michaela Boltona by ten zaśpiewał na jego oświadczynach. Zoey nie zgadza się jednak zostać żoną Waldena, co prowadzi do rozstania.                                                                                            |                                           |             |               |                                                                                            |                      |             |
| 2 (203) | A Big Bag of Dog                          | brak danych | James Widdoes | Chuck Lorre, Don Reo, Jim Patterson i Eddie Gorodetsky                                     | 4 października 2012  | brak danych |
| Walden jest bardzo rozdrażniony po rozstaniu z Zoey. Córka Zoey – Ava, zaprasza Waldena na swoje urodziny, nie mówiąc o tym matce, a ten kupuje jej wielkiego psa.                                                                             |                                           |             |               |                                                                                            |                      |             |
| 3 (204) | Four Balls, Two Bats and One Mitt         | brak danych | James Widdoes | Chuck Lorre, Don Reo, Jim Patterson i Eddie Gorodetsky                                     | 11 października 2012 | brak danych |
| Lindsey chce by Alan zaprosił Waldena do trójkąta seksualnego. Alan ma nadzieję, że Walden się na to nie zgodzi, jednak ten ochoczo przystaje na propozycję przyjaciela i jego partnerki.                                                      |                                           |             |               |                                                                                            |                      |             |
| 4 (205) | You Do Know What The Lollipop Is For      | brak danych | James Widdoes | Chuck Lorre, Don Reo, Alissa Neubauer, Jim Patterson i Eddie Gorodetsky                    | 18 października 2012 | brak danych |
| Córka przyjaciela Waldena – Missy (w tej roli Miley Cyrus) odwiedza go w jego domu w Malibu. Dziewczyna poznaje Jake’a, którym zaczyna się interesować.                                                                                        |                                           |             |               |                                                                                            |                      |             |
| 5 (206) | That's Not What They Call It In Amsterdam | brak danych | James Widdoes | Chuck Lorre, Susan McMartin, Don Reo, Jim Patterson i Eddie Gorodetsky                     | 25 października 2012 | brak danych |
| Lindsey i Alan zapraszają Waldena na podwójne randki, by ten mógł poznać interesującą go kobietę. Po kilku takich spotkaniach Walden dochodzi do wniosku, że będzie przez pewien czas singlem, zmienia zdanie gdy w Pavlovs spotyka Rose.      |                                           |             |               |                                                                                            |                      |             |
| 6 (207) | Ferrets, Attack                           | brak danych | James Widdoes | Chuck Lorre, Don Reo, Jim Patterson, Eddie Gorodetsky, Matt Ross i Max Searle              | 1 listopada 2012     | brak danych |
| Rose wprowadza się do domu Waldena wraz z kilkoma fretkami. Ten z kolei jest niezadowolony z tego faktu, ponieważ Zoey sugeruje mu, że mogliby spróbować ponownie stworzyć związek.                                                            |                                           |             |               |                                                                                            |                      |             |
| 7 (208) | Avoid the Chinese Mustard                 | brak danych | James Widdoes | Chuck Lorre,Gemma Baker. Don Reo, Jim Patterson i Eddie Gorodetsky                         | 8 listopada 2012     | brak danych |
| Missi ponownie przyjeżdża do domu Waldena by spotkać się z Jakiem. Okazuje się, że chłopak samowolnie opuścił jednostkę wojskową i jest poszukiwany przez wojsko.                                                                              |                                           |             |               |                                                                                            |                      |             |
| 8 (209) | Something My Gynecologist Said            | brak danych | James Widdoes | Chuck Lorre, Don Reo, Eddie Gorodetsky i Jim Patterson                                     | 15 listopada 2012    | brak danych |
| Lindsey namawia Alana na małżeństwo, ten zaś nie jest do tego przekonany, do czasu gdy poznaje 80-letniego Sida, który zachowuje się podobnie jak on. Walden udaje biednego pisarza po to by umawiać się ze starszą od siebie, bogatą kobietą. |                                           |             |               |                                                                                            |                      |             |
| 9 (210) | I Scream When I Pee                       | brak danych | James Widdoes | Chuck Lorre, Don Reo, Jim Patterson, Eddie Gorodetsky, Steve Tompkins                      | 29 listopada 2012    | brak danych |
| Jake podczas pobytu w wojsku zaraża się chorobą weneryczną. |                                           |             |               |                                                                                            |                      |             |
| 10 (211) | One Nut Johnson                           | brak danych | James Widdoes | Don Reo, Jim Patterson, Eddie Gorodetsky, Chuck Lorre, Steve Tompkins, Alisa Neubauer      | 6 grudnia 2012       | brak danych |
| Walden podaje się za biedaka o imieniu Sam Wilson i znajduje dziewczynę, której podoba się on sam, a nie jego bogactwo. |                                           |             |               |                                                                                            |                      |             |
| 11(212) | Give Santa a Tail-Hole                    | brak danych | James Widdoes | Chuck Lorre, Matt Ross,Mark Seale, Don Reo, Jim Patterson, Eddie Gorodetsky                | 13 grudnia 2012      | brak danych |
| Walden jako Sam Wilson rozpoczyna pracę przy sprzedaży choinek. |                                           |             |               |                                                                                            |                      |             |
| 12(213) | Welcome to Alancrest                      | brak danych | James Widdoes | Eddie Gorodetsky, Chuck Lorre, Susan McMartin, Jim Patterson, Don Reo, Steve Tompkins      | 3 stycznia 2013      | brak danych |
| Alan odgrywa przed Kate bogacza i wręcza jej sto tysięcy dolarów, które na ten cel przekazał mu Walden. |                                           |             |               |                                                                                            |                      |             |
| 13(214) | Grab A Feather And Get In Line            | brak danych | James Widdoes | Chuck Lorre, Eddie Gorodetsky,Gemma Baker, Don Reo, Jim Patterson, Alissa Neubauer         | 3 stycznia 2013      | brak danych |
| Walden zabiera Alana do Nowego Yorku po to by wyjawić swoją prawdziwą tożsamość Kate. |                                           |             |               |                                                                                            |                      |             |
| 14(215) | Run Steven Staven! Run!                   | brak danych | James Widdoes | Chuck Lorre, Jim Patterson, Susan McMartin, Don Reo, Eddie Gorodetsky, Steve Tompkins      | 31 stycznia 2013     | brak danych |
| Alan, Walden, Billy i Herb wychodzą razem na miasto, narzekając na swoje kobiety. |                                           |             |               |                                                                                            |                      |             |
| 15(216) | Paint It, Pierce It or Plug It            | brak danych | James Widdoes | Chuck Lorre, Don Reo and Eddie Gorodetsky, Jim Patterson, Matt Ross, Max Searle            | 7 lutego 2013        | brak danych |
| Alan martwi się, kiedy Jake sprowadza swoją dziewczynę, która jest dwa razy starsza od chłopaka i posiada trójkę dzieci. |                                           |             |               |                                                                                            |                      |             |
| 16(217) | Advantage: Fat, Flying Baby               | brak danych | James Widdoes | Chuck Lorre, Eddie Gorodetsky, Alissa Neubauer, Jim Patterson, Don Reo, Steve Tompkins     | 14 lutego 2013       | brak danych |
| Alan zaprasza Lindsey na walentynki do drogiego hotelu. Walden otrzymuje wiadomość od Kate, która przybywa do Los Angeles. |                                           |             |               |                                                                                            |                      |             |
| 17(218) | Throgwarten Middle School Mysteries       | brak danych | James Widdoes | Chuck Lorre, Jim Patterson, Nick Bakay, Don Reo, Eddie Gorodetsky,Gemma Baker              | 21 lutego 2013       | brak danych |
| Walden na imprezie dla zamożnych ludzi spotyka swoją byłą żonę Bridget. |                                           |             |               |                                                                                            |                      |             |
| 18(219) | The 9:04 From Pemberton                   | brak danych | James Widdoes | Chuck Lorre, Jim Patterson, Eddie Gorodetsky, Don Reo, Steve Tompkins, Alissa Neubauer     | 7 marca 2013         | brak danych |
| Alan psuje toster i odkupuje Waldenowi w jego miejsce tańszy model. Między mężczyznami dochodzi do kłótni, w wyniku której Alan musi się wyprowadzić. Chęć zamieszkania z nim deklaruje Herb.                                                  |                                           |             |               |                                                                                            |                      |             |
| 19(220) | Big Episode. Someone Stole A Spoon        | brak danych | James Widdoes | Chuck Lorre, Eddie Gorodetsky, Jim Patterson, Gemma Baker, Don Reo, Susan McMartin         | 14 marca 2013        | brak danych |
| Herb rozpoczyna cykl imprez w domu Waldena. Alan i Walden po dwóch dniach zabawy oświadczają, że nie są w stanie kontynuować picia alkoholu, Herb postanawia przenieść imprezy do motelu.                                                      |                                           |             |               |                                                                                            |                      |             |
| 20(221) | Bazinga! That's From A TV Show            | brak danych | James Widdoes | Chuck Lorre, Jim Patterson, Eddie Gorodetsky, Don Reo, Matt Ross, Max Searle               | 4 kwietnia 2013      | brak danych |
| Tammy dowiaduje się, iż Jake ma romans z jej córką. |                                           |             |               |                                                                                            |                      |             |
| 21(222) | Another Night With Neil Diamond           | brak danych | James Widdoes | Chuck Lorre, Don Reo, Steve Tompkins Jim Patterson, Eddie Gorodetsky, Nick Bakay           | 25 kwietnia 2013     | brak danych |
| Lindsey zrywa z Alanem. Mężczyzna popada w depresję. |                                           |             |               |                                                                                            |                      |             |
| 22(223) | My Bodacious Vidalia                      | brak danych | James Widdoes | Chuck Lorre, Don Reo, Jim Patterson, Eddie Gorodetsky, Gemma Baker, Matt Ross, Matt Searle | 2 maja 2013          | brak danych |
| Po zerwaniu z Lindsey Alan postanawia zmienić image. Walden funduje mu nowe ubrania i fryzurę. |                                           |             |               |                                                                                            |                      |             |
| 23(224) | Cows, Prepare to be Tipped                | brak danych | James Widdoes | Chuck Lorre, Alissa Neubauer, Susan McMartin, Don Reo, Jim Patterson, Eddie Gorodetsky     | 9 maja 2013          | brak danych |
| Jake zostaje przeniesiony na służbę do Japonii, przed wyjazdem przyjeżdża do Alana by spędzić z nim czas przed wylotem. Walden podrywa ponad 50-letnią kobietę. Odcinek z udziałem Hilary Duff w roli gościnnej.                               |                                           |             |               |                                                                                            |                      |             |

### Seria 11: 2013-2014
Premiera 11 sezonu Dwóch i pół przewidziana jest na 26 września 2013 roku.
| 1 (225) | Nangnangnangnang                         | brak danych | James Widdoes | Chuck Lorre, Susan McMartin, Don Reo, Jim Patterson, Steve Tompkins                                   | 26 września 2013     | brak danych  |
| 2 (226) | I Think I Banged Lucille Ball            | brak danych | James Widdoes | Chuck Lorre, Alissa Neubauer, Don Reo, Jim Patterson, Jeff Lowell                                     | 3 października 2013  | brak danych  |
| Walden nie chce by Jenny z nim zamieszkała, ponieważ planował urządzić w pokoju po Jake'u siłownię. Evelyn zaprasza córkę Charliego do siebie a Marty (bogaty partner Evelyn) liczy na seks z młodą dziewczyną. W Malibu zostaje urządzona impreza, podczas której Walden zaprzyjaźnia się z Jenny. Alan zaczyna ponownie spotykać się z Lindsey. |                                          |             |               | |                      |              |
| 3 (227) | This Unblessed Biscuit                   | brak danych | James Widdoes | Chuck Lorre, Jim Patterson, Don Reo, Matt Ross, Matt Searle                                           | 10 października 2013 | brak danych  |
| Walden i Alan zamierzają wysłać Bertę na emeryturę. Kobieta jest tym oburzona i rzuca pracę gosposi. Mężczyźni próbują ją zastąpić innymi gosposiami, jednakże każdy ich kolejna kandydatka jest nieodpowiednia. Ostatecznie Walden przeprasza Bertę i prosi ją o powrót do pracy. |                                          |             |               | |                      |              |
| 4 (228) | Clank, Clank, Drunken Skank              | brak danych | James Widdoes | Chuck Lorre, Susan McMartin, Jim Patterson, Don Reo, Steve Tompkins                                   | 17 października 2013 | brak danych  |
| 5 (229) | Alan Harper, Pleasing Women Since 2003   | brak danych | James Widdoes | Steve Tompkins, Alissa Neubauer, Don Reo, Jim Patterson, Jeff Lowell, Jim Vallely                     | 24 października 2013 | brak danych  |
| 6 (230) | Justice in Star-Spangled Hot Pants       | brak danych | James Widdoes | Don Reo, Susan McMartin,Jon Cryer, Jim Patterson, Tim Kelleher, Jeff Lowell                           | 7 listopada 2013     | brak danych  |
| 7 (231) | Some Kind of Lesbian Zombies             | brak danych | James Widdoes | Jim Patterson, Steve Tompkins, Jeff Lowell, Don Reo, Matt Ross, Max Searle                            | 14 listopada 2013    | brak danych  |
| 8 (232) | Mr. Walden, He Die. I Clean Room         | brak danych | James Widdoes | Chuck Lorre, Jim Patterson, Steve Tompkins, Don Reo, Susan McMartin, Saladin Patterson                | 21 listopada 2013    | brak danych  |
| Walden musi się ukrywać przed Larrym, który myśli, że jest on kochankiem Lindsey. Walden wpada na Rose, która zawozi go do obskurnego motelu. Ostatecznie Lindsey udaje się przekonać Larry'ego, że bywała w domu Waldena po to, by umówi się z Jenny na stosunek w trójkącie, który miałby być prezentem dla Larry'ego. |                                          |             |               | |                      |              |
| 9 (233) | Numero Uno Accidente Lawyer              | brak danych | James Widdoes | Don Reo, Tim Kelleher, Nathan Chetty, Jim Patterson, Saladin Patterson, Jim Valley                    | 5 grudnia 2013       | brak danych  |
| Walden spotyka się z początkującą modelką, która ulega wypadkowi na jego tarasie. Po incydencie mężczyzna postanawia się nią zaopiekować. |                                          |             |               | |                      |              |
| 10 (234) | On Vodka, on Soda, on Blender, on Mixer! | brak danych | James Widdoes | Don Reo, Jim Patterson,Jeff Lowell, Saladin K. Patterson, Matt Ross, Max Searle                       | 12 grudnia 2013      | brak danych  |
| 11 (235) | Tazed in the Lady Nuts                   | brak danych | James Widdoes | Tim Kelleher, Jeff Lowell, Jim Vallely, Don Reo, Jim Patterson, Steve Tompkins                        | 2 stycznia 2014      | brak danych  |
| Walden spotyka Nicole, swoją dawną pracownicę, którą kiedyś zwolnił (w tej roli Odette Annable). Kobieta proponuje mu współpracę w jej projekcie informatycznym prowadzonym w garażu. Walden zgadza się na współpracę. W domu Nicole spotyka drugiego współpracownika, geeka o imieniu Barry (w tej roli Clark Duke). Barry okazuje się być fanem Waldena.                                                                                                  |                                          |             |               | |                      |              |
| 12 (236) | Baseball. Boobs. Boobs. Baseball         | brak danych | James Widdoes | Don Reo, Susan McMartin, Leslie Schapira, Jim Patterson, Matt Ross, Max Searle                        | 9 stycznia 2014      | brak danych  |
| 13 (237) | Bite Me, Supreme Court                   | brak danych | James Widdoes | Tim Kelleher, Jeff Lowell, Jim Vallely, Don Reo, Jim Patterson, Steve Tompkins                        | 30 stycznia 2014     | brak danych  |
| 14 (238) | Three Fingers of Crème de Menthe         | brak danych | James Widdoes | Don Reo, Jim Patterson, Maria Espada Pearce, Steve Tompkins, Saladin K. Patterson, Susan McMartin     | 6 lutego 2014        | 7 marca 2015 |
| 15 (239) | Cab Fare and a Bottle of Penicillin      | brak danych | James Widdoes | Jim Patterson, Tim Kelleher, Jim Vallely, Don Reo, Matt Ross, Max Searle                              | 27 lutego 2014       | brak danych  |
| 16 (240) | How to Get Rid of Alan Harper            | brak danych | James Widdoes | Saladin K. Patterson, Jim Vallely, Leslie Schapira, Don Reo, Jim Patterson, Jeff Lowell               | 6 marca 2014         | brak danych  |
| 17 (241) | Welcome Home, Jake                       | brak danych | James Widdoes | Don Reo, Jim Patterson, Saladin K. Patterson, Tim Kelleher, Matt Ross, Max Searle                     | 13 marca 2014        | brak danych  |
| 18 (242) | West Side Story                          | brak danych | James Widdoes | Don Reo, Jim Patterson, Susan McMartin, Jeff Lowell, Matt Ross and Max Searle                         | 3 kwietnia 2014      | brak danych  |
| 19 (243) | Daddy's Got a Healthy Flavor Stick       | brak danych | James Widdoes | Jeff Lowell, Matt Ross, Max Searle, Don Reo, Jim Patterson and Steve Tompkins                         | 10 kwietnia 2014     | brak danych  |
| 20 (244) | Lotta Delis in Little Armenia            | brak danych | James Widdoes | Don Reo, Steve Tompkins, Saladin K. Patterson, Jim Patterson, Tim Kelleher and Jim Vallely            | 24 kwietnia 2014     | brak danych  |
| Walden udaje się do doktor Lindy Freeman, która zaleca mu okazjonalny seks zamiast relacji uczuciowych. W tym samym czasie Alan wznawia swoją praktykę kręgarza w domu Waldena. Przez przypadek Walden napotyka klientkę Alana, z którą uprawia okazjonalny seks. Alan po zorientowaniu się, iż Walden szuka przygód zaczyna na nim zarabiać, stając się jego alfonsem. Po pewnym czasie Walden orientując się w sytuacji, urządza wraz z Jenny prowokację. |                                          |             |               | |                      |              |
| 21 (245) | Dial 1-900-MIX-A-LOT                     | brak danych | James Widdoes | Jim Patterson, Matt Ross, Max Searle, Don Reo, Steve Tompkins, Susan McMartin                         | 1 maja 2014          | brak danych  |
| 22 (246) | Oh WALD-E, Good Times Ahead              | brak danych | James Widdoes | Don Reo, Jim Patterson, Tim Kelleher, Jim Vallely, Steve Tompkins, Jeff Lowell, Matt Ross, Max Searle | 8 maja 2014          | brak danych  |

### Seria 12: 2014-2015
| 1 (247) | The Ol' Mexican Spinach               | brak danych | James Widdoes | Chuck Lorre, Lee Aronsohn, Warren Bell, Don Reo, Jim Patterson & Steve Tompkins         | 30 października 2014 | brak danych |
| 2 (248) | A Chic Bar In Ibiza                   | brak danych | James Widdoes | Lee Aronsohn, Don Reo, Jim Patterson, Tim Kelleher, Saladin K. Patterson, & Jim Vallely | 6 listopada 2014     | brak danych |
| 3 | Glamping in a Yurt                    | brak danych | James Widdoes | Saladin K. Patterson, Matt Ross, Max Searle, Don Reo, Jim Patterson, & Jim Vallely      | 13 listopada 2014    | brak danych |
| 4 | Thirty-Eight, Sixty-Two, Thirty-Eight | brak danych | James Widdoes | Don Reo, Jim Patterson, Steve Tompkins, Warren Bell, Matt Ross & Max Searle             | 20 listopada 2014    | brak danych |
| 5 | Oontz. Oontz. Oontz.                  | brak danych | James Widdoes | Don Reo, Steve Tompkins, Warren Bell, Jim Patterson, Tim Kelleher, Saladin K. Patterson | 27 listopada 2014    | brak danych |
| 6 | Alan Shot a Little Girl               | brak danych | Jon Cryer     | Don Reo, Maria Espada Pearce, Nathan Chetty, Jim Patterson, Steve Tompkins, Warren Bell | 4 grudnia 2014       | brak danych |
| 7 | Sex With an Animated Ed Asner         | brak danych | James Widdoes | Jim Patterson, Jim Vallely, Tim Kelleher, Don Reo, Matt Ross, Max Searle                | 11 grudnia 2014      | brak danych |
| 8 | Clockwise in Back Hole Until Tight    | brak danych | James Widdoes | Warren Bell, Saladin K. Patterson, Jim Vallely, Don Reo, Jim Patterson, Steve Thompkins | 18 grudnia 2014      | brak danych |
| 9 | Bouncy, Bouncy, Bouncy, Lyndsey       | brak danych | James Widdoes | Jim Patterson, Tim Kelleher, Saladin K. Patterson, Don Reo, Matt Ross, Max Searle       | 8 stycznia 2015      | brak danych |
| 10 | Here I Come, Pants!                   | brak danych | James Widdoes | Chuck Lorre, Don Reo, Jim Patterson, Tim Kelleher, Matt Ross, Max Searle                | 15 stycznia 2015     | brak danych |
| 11 | For Whom the Booty Calls              | brak danych | James Widdoes | Warren Bell, Saladin K. Patterson, Jim Vallely, Don Reo, Jim Patterson, Steve Tompkins  | 22 stycznia 2015     | brak danych |
| 12 | A Beer-Battered Rip-Off               | brak danych | James Widdoes | Don Reo, Jim Patterson, Jeff Lowell, Matt Ross, Max Searle, & Nathan Chetty             | 29 stycznia 2015     | brak danych |
| 13 | Boompa Loved His Hookers              | brak danych | James Widdoes | Steve Tompkins, Warren Bell, Jeff Lowell, Don Reo, Jim Patterson, Nathan Chetty         | 5 lutego 2015        | brak danych |
| 14 | Don't Give A Monkey A Gun             | brak danych | James Widdoes | Don Reo, Jim Patterson, Tim Kelleher, Jim Vallely, Matt Ross & Max Searle               | 12 lutego 2015       | brak danych |
| 15,16 | Of Course He’s Dead                   | brak danych | James Widdoes | Chuck Lorre, Lee Aronsohn, Don Reo, Jim Patterson                                       | 19 lutego 2015       | brak danych |
| Odcinek składający się z dwóch części. Rodzina Harperów i Walden podejrzewają, że Charlie może dalej żyć. Ich wątpliwości rozwiewa Rose, która ujawnia iż przed laty Charlie nie zginął pod pociągiem w Paryżu a trafił do piwnicy kobiety, w której był przetrzymywany, ale niedawno udało mu się uciec. Charlie wysyła Alanowi i Waldenowi pogróżki. W ostatniej scenie serialu, Charlie przychodzi do domu w Malibu, jednakże przed wejściem do środka zostaje zabity przez pianino opuszczone z helikoptera. |                                       |             |               |                                                                                         |                      |             |